# Liste des monuments historiques protégés en 2000
Cet article recense les monuments historiques français classés ou inscrits en 2000.

## Protections
| Édifice                                                                           | Commune                     | Département             | Région                     | Protection | Base Mérimée                         | Coordonnées                        | Image |
| --------------------------------------------------------------------------------- | --------------------------- | ----------------------- | -------------------------- | ---------- | ------------------------------------ | ---------------------------------- | ----- |
| Carrière de Chapeaumont                                                           | Berny-Rivière               | Aisne                   | Hauts-de-France            | inscrit    | « PA02000026 », notice no PA02000026 | 49° 24′ 54″ nord, 3° 08′ 10″ est   |       |
| Carrière de Colligis                                                              | Colligis-Crandelain         | Aisne                   | Hauts-de-France            | inscrit    | « PA02000021 », notice no PA02000021 | 49° 28′ 56″ nord, 3° 38′ 08″ est   |       |
| Cimetière militaire allemand de Saint-Quentin                                     | Saint-Quentin               | Aisne                   | Hauts-de-France            | inscrit    | « PA02000025 », notice no PA02000025 | 49° 50′ 55″ nord, 3° 15′ 45″ est   |       |
| Chartreuse de Bourgfontaine                                                       | Villers-Cotterêts           | Aisne                   | Hauts-de-France            | inscrit    | « PA00115983 », notice no PA00115983 | 49° 12′ 36″ nord, 3° 05′ 05″ est   |       |
| Château de l'Augère                                                               | Agonges                     | Allier                  | Auvergne-Rhône-Alpes       | inscrit    | « PA03000006 », notice no PA03000006 | 46° 37′ 19″ nord, 3° 09′ 52″ est   |       |
| Château de La Salle                                                               | Meillers                    | Allier                  | Auvergne-Rhône-Alpes       | inscrit    | « PA03000009 », notice no PA03000009 | 46° 31′ 49″ nord, 3° 05′ 26″ est   |       |
| Hôtel Dubuisson de Douzon                                                         | Moulins                     | Allier                  | Auvergne-Rhône-Alpes       | inscrit    | « PA03000007 », notice no PA03000007 | 46° 34′ 02″ nord, 3° 19′ 53″ est   |       |
| Château d'Hauterive                                                               | Saint-Gérand-de-Vaux        | Allier                  | Auvergne-Rhône-Alpes       | inscrit    | « PA00093271 », notice no PA00093271 | 46° 24′ 34″ nord, 3° 23′ 52″ est   |       |
| Maison des Vertus cardinales                                                      | Saint-Menoux                | Allier                  | Auvergne-Rhône-Alpes       | inscrit    | « PA03000010 », notice no PA03000010 | 46° 35′ 05″ nord, 3° 09′ 26″ est   |       |
| Château de Montchenin                                                             | Toulon-sur-Allier           | Allier                  | Auvergne-Rhône-Alpes       | inscrit    | « PA00093317 », notice no PA00093317 | 46° 29′ 26″ nord, 3° 22′ 08″ est   |       |
| Centre culturel Valery-Larbaud                                                    | Vichy                       | Allier                  | Auvergne-Rhône-Alpes       | inscrit    | « PA03000008 », notice no PA03000008 | 46° 07′ 20″ nord, 3° 25′ 23″ est   |       |
| Château de Simiane                                                                | Simiane-la-Rotonde          | Alpes-de-Haute-Provence | Provence-Alpes-Côte d'Azur | classé     | « PA04000014 », notice no PA04000014 | 43° 58′ 53″ nord, 5° 33′ 41″ est   |       |
| Collégiale Sainte-Marie                                                           | Clans                       | Alpes-Maritimes         | Provence-Alpes-Côte d'Azur | classé     | « PA00080708 », notice no PA00080708 | 43° 59′ 46″ nord, 7° 08′ 58″ est   |       |
| Chapelle Saint-Michel                                                             | Clans                       | Alpes-Maritimes         | Provence-Alpes-Côte d'Azur | classé     | « PA00080707 », notice no PA00080707 | 43° 59′ 45″ nord, 7° 09′ 15″ est   |       |
| Chapelle du Saint-Sépulcre                                                        | Nice                        | Alpes-Maritimes         | Provence-Alpes-Côte d'Azur | classé     | « PA06000003 », notice no PA06000003 | 43° 42′ 02″ nord, 7° 16′ 48″ est   |       |
| Château de l'Anglais                                                              | Nice                        | Alpes-Maritimes         | Provence-Alpes-Côte d'Azur | inscrit    | « PA06000011 », notice no PA06000011 | 43° 41′ 17″ nord, 7° 17′ 42″ est   |       |
| Hôtel Alhambra                                                                    | Nice                        | Alpes-Maritimes         | Provence-Alpes-Côte d'Azur | inscrit    | « PA06000012 », notice no PA06000012 | 43° 42′ 44″ nord, 7° 16′ 21″ est   |       |
| Chapelle des Pénitents blancs                                                     | Peillon                     | Alpes-Maritimes         | Provence-Alpes-Côte d'Azur | classé     | « PA00080814 », notice no PA00080814 | 43° 46′ 44″ nord, 7° 22′ 53″ est   |       |
| Villa E-1027                                                                      | Roquebrune-Cap-Martin       | Alpes-Maritimes         | Provence-Alpes-Côte d'Azur | classé     | « PA00080824 », notice no PA00080824 | 43° 45′ 36″ nord, 7° 27′ 47″ est   |       |
| Chapelle Sainte-Marguerite                                                        | Saint-Dalmas-le-Selvage     | Alpes-Maritimes         | Provence-Alpes-Côte d'Azur | classé     | « PA06000007 », notice no PA06000007 | 44° 17′ 04″ nord, 6° 51′ 54″ est   |       |
| Chapelle Saint-Sébastien                                                          | Saint-Étienne-de-Tinée      | Alpes-Maritimes         | Provence-Alpes-Côte d'Azur | classé     | « PA00080949 », notice no PA00080949 | 44° 15′ 09″ nord, 6° 55′ 42″ est   |       |
| Chapelle Saint-Maur                                                               | Saint-Étienne-de-Tinée      | Alpes-Maritimes         | Provence-Alpes-Côte d'Azur | classé     | « PA00080948 », notice no PA00080948 | 44° 14′ 35″ nord, 6° 56′ 12″ est   |       |
| Chapelle Saint-Érige                                                              | Saint-Étienne-de-Tinée      | Alpes-Maritimes         | Provence-Alpes-Côte d'Azur | classé     | « PA00080837 », notice no PA00080837 | 44° 13′ 32″ nord, 6° 55′ 58″ est   |       |
| Chapelle Saint-Sauveur                                                            | Tende                       | Alpes-Maritimes         | Provence-Alpes-Côte d'Azur | classé     | « PA00080879 », notice no PA00080879 | 44° 05′ 19″ nord, 7° 35′ 16″ est   |       |
| Chapelle Saint-Sébastien                                                          | Venanson                    | Alpes-Maritimes         | Provence-Alpes-Côte d'Azur | classé     | « PA00080950 », notice no PA00080950 | 44° 03′ 13″ nord, 7° 15′ 11″ est   |       |
| Château de Montréal et tour de Joyeuse                                            | Montréal                    | Ardèche                 | Auvergne-Rhône-Alpes       | inscrit    | « PA07000007 », notice no PA07000007 | 44° 31′ 45″ nord, 4° 17′ 34″ est   |       |
| Château Marcadet                                                                  | Bogny-sur-Meuse             | Ardennes                | Grand Est                  | inscrit    | « PA08000005 », notice no PA08000005 | 49° 51′ 51″ nord, 4° 45′ 30″ est   |       |
| Château de Villers                                                                | Maisoncelle-et-Villers      | Ardennes                | Grand Est                  | inscrit    | « PA08000004 », notice no PA08000004 | 49° 35′ 46″ nord, 4° 55′ 27″ est   |       |
| Fortifications de Mouzon                                                          | Mouzon                      | Ardennes                | Grand Est                  | inscrit    | « PA00078475 », notice no PA00078475 | 49° 36′ 23″ nord, 5° 04′ 53″ est   |       |
| Château de La Chaise                                                              | La Chaise                   | Aube                    | Grand Est                  | inscrit    | « PA10000011 », notice no PA10000011 | 48° 21′ 46″ nord, 4° 39′ 39″ est   |       |
| Hôtel du Lion noir                                                                | Troyes                      | Aube                    | Grand Est                  | inscrit    | « PA10000013 », notice no PA10000013 | 48° 17′ 44″ nord, 4° 04′ 22″ est   |       |
| Château du Castelet des Crozes                                                    | Castelnaudary               | Aude                    | Occitanie                  | classé     | « PA11000020 », notice no PA11000020 | 43° 20′ 59″ nord, 1° 59′ 04″ est   |       |
| Maison à pan de bois                                                              | Fegersheim                  | Bas-Rhin                | Grand Est                  | inscrit    | « PA67000039 », notice no PA67000039 | 48° 29′ 24″ nord, 7° 40′ 44″ est   |       |
| Auberge Au Soleil d'Or                                                            | Fegersheim                  | Bas-Rhin                | Grand Est                  | inscrit    | « PA67000040 », notice no PA67000040 | 48° 29′ 23″ nord, 7° 40′ 46″ est   |       |
| Hôtel du maître de poste                                                          | Fegersheim                  | Bas-Rhin                | Grand Est                  | inscrit    | « PA67000041 », notice no PA67000041 | 48° 29′ 22″ nord, 7° 40′ 45″ est   |       |
| Chapelle Saint-Nicolas                                                            | Ottrott                     | Bas-Rhin                | Grand Est                  | inscrit    | « PA67000043 », notice no PA67000043 | 48° 27′ 33″ nord, 7° 25′ 51″ est   |       |
| Maison à l'Ange (ancienne maison du négociant Rubin)                              | Strasbourg                  | Bas-Rhin                | Grand Est                  | inscrit    | « PA67000045 », notice no PA67000045 | 48° 35′ 07″ nord, 7° 44′ 25″ est   |       |
| Immeubles                                                                         | Strasbourg                  | Bas-Rhin                | Grand Est                  | inscrit    | « PA00085144 », notice no PA00085144 | 48° 34′ 54″ nord, 7° 44′ 59″ est   |       |
| Villa                                                                             | Strasbourg                  | Bas-Rhin                | Grand Est                  | inscrit    | « PA67000044 », notice no PA67000044 | 48° 35′ 13″ nord, 7° 45′ 57″ est   |       |
| Fortifications                                                                    | Westhoffen                  | Bas-Rhin                | Grand Est                  | inscrit    | « PA00085225 », notice no PA00085225 | 48° 36′ 18″ nord, 7° 26′ 33″ est   |       |
| Hôtel d'Arlatan-Lauris                                                            | Aix-en-Provence             | Bouches-du-Rhône        | Provence-Alpes-Côte d'Azur | inscrit    | « PA00081019 », notice no PA00081019 | 43° 31′ 38″ nord, 5° 27′ 14″ est   |       |
| Place d'Albertas                                                                  | Aix-en-Provence             | Bouches-du-Rhône        | Provence-Alpes-Côte d'Azur | classé     | « PA13000033 », notice no PA13000033 | 43° 31′ 40″ nord, 5° 26′ 56″ est   |       |
| Hôtel d'Agut                                                                      | Aix-en-Provence             | Bouches-du-Rhône        | Provence-Alpes-Côte d'Azur | inscrit    | « PA00081014 », notice no PA00081014 | 43° 31′ 44″ nord, 5° 27′ 05″ est   |       |
| Hôtel Senchon de Bournissac                                                       | Noves                       | Bouches-du-Rhône        | Provence-Alpes-Côte d'Azur | inscrit    | « PA13000032 », notice no PA13000032 | 43° 52′ 38″ nord, 4° 54′ 05″ est   |       |
| Manoir des Vallées                                                                | Barneville-la-Bertran       | Calvados                | Normandie                  | inscrit    | « PA14000015 », notice no PA14000015 | 49° 22′ 59″ nord, 0° 11′ 00″ est   |       |
| Hôtel de la Tour du Pin                                                           | Bayeux                      | Calvados                | Normandie                  | inscrit    | « PA14000016 », notice no PA14000016 | 49° 16′ 39″ nord, 0° 42′ 24″ ouest |       |
| Église Saint-Martin                                                               | Bazenville                  | Calvados                | Normandie                  | inscrit    | « PA00111069 », notice no PA00111069 | 49° 17′ 56″ nord, 0° 35′ 13″ ouest |       |
| Château de Bougy                                                                  | Bougy                       | Calvados                | Normandie                  | inscrit    | « PA14000017 », notice no PA14000017 | 49° 06′ 56″ nord, 0° 31′ 27″ ouest |       |
| Manoir du Bais                                                                    | Cambremer                   | Calvados                | Normandie                  | inscrit    | « PA00111206 », notice no PA00111206 | 49° 10′ 01″ nord, 0° 02′ 38″ est   |       |
| Château de Dampierre                                                              | Dampierre                   | Calvados                | Normandie                  | classé     | « PA00111277 », notice no PA00111277 | 49° 02′ 21″ nord, 0° 51′ 49″ ouest |       |
| Église Saint-Blaise                                                               | Douville-en-Auge            | Calvados                | Normandie                  | inscrit    | « PA14000021 », notice no PA14000021 | 49° 15′ 39″ nord, 0° 01′ 24″ ouest |       |
| Grand Hôtel                                                                       | Houlgate                    | Calvados                | Normandie                  | inscrit    | « PA14000018 », notice no PA14000018 | 49° 18′ 16″ nord, 0° 04′ 26″ ouest |       |
| Château Ganne                                                                     | La Pommeraye                | Calvados                | Normandie                  | inscrit    | « PA14000019 », notice no PA14000019 | 48° 54′ 07″ nord, 0° 24′ 41″ ouest |       |
| Manoir de la Mare                                                                 | Saint-Manvieu-Norrey        | Calvados                | Normandie                  | inscrit    | « PA14000020 », notice no PA14000020 | 49° 10′ 27″ nord, 0° 29′ 39″ ouest |       |
| Château de Carel                                                                  | Saint-Pierre-en-Auge        | Calvados                | Normandie                  | inscrit    | « PA00111714 », notice no PA00111714 | 49° 00′ 36″ nord, 0° 02′ 44″ ouest |       |
| Château de Berné                                                                  | Saonnet                     | Calvados                | Normandie                  | classé     | « PA14000022 », notice no PA14000022 | 49° 16′ 12″ nord, 0° 52′ 25″ ouest |       |
| Hôtel des Roches Noires                                                           | Trouville-sur-Mer           | Calvados                | Normandie                  | inscrit    | « PA14000023 », notice no PA14000023 | 49° 22′ 20″ nord, 0° 05′ 03″ est   |       |
| Château de Montvallat                                                             | Chaudes-Aigues              | Cantal                  | Auvergne-Rhône-Alpes       | classé     | « PA00093494 », notice no PA00093494 | 44° 52′ 13″ nord, 2° 59′ 07″ est   |       |
| Château de Rochebrune                                                             | Neuvéglise-sur-Truyère      | Cantal                  | Auvergne-Rhône-Alpes       | inscrit    | « PA00093569 », notice no PA00093569 | 44° 56′ 56″ nord, 2° 56′ 03″ est   |       |
| Château de Vixouze                                                                | Polminhac                   | Cantal                  | Auvergne-Rhône-Alpes       | inscrit    | « PA00093578 », notice no PA00093578 | 44° 56′ 26″ nord, 2° 35′ 37″ est   |       |
| Grand séminaire                                                                   | Saint-Flour                 | Cantal                  | Auvergne-Rhône-Alpes       | inscrit    | « PA00093637 », notice no PA00093637 | 45° 01′ 57″ nord, 3° 05′ 27″ est   |       |
| Église Notre-Dame de Boresse                                                      | Boresse-et-Martron          | Charente-Maritime       | Nouvelle-Aquitaine         | inscrit    | « PA00104627 », notice no PA00104627 | 45° 17′ 01″ nord, 0° 06′ 40″ ouest |       |
| Église Saint-Pierre de Bougneau                                                   | Bougneau                    | Charente-Maritime       | Nouvelle-Aquitaine         | inscrit    | « PA00104628 », notice no PA00104628 | 45° 35′ 46″ nord, 0° 31′ 05″ ouest |       |
| Église Saint-André de Clion                                                       | Clion                       | Charente-Maritime       | Nouvelle-Aquitaine         | inscrit    | « PA00104654 », notice no PA00104654 | 45° 28′ 48″ nord, 0° 30′ 01″ ouest |       |
| Église Saint-Antoine de La Genétouze                                              | La Genétouze                | Charente-Maritime       | Nouvelle-Aquitaine         | inscrit    | « PA17000022 », notice no PA17000022 | 45° 13′ 07″ nord, 0° 01′ 39″ ouest |       |
| Église Saint-Romain de Guitinières                                                | Guitinières                 | Charente-Maritime       | Nouvelle-Aquitaine         | inscrit    | « PA00104707 », notice no PA00104707 | 45° 26′ 27″ nord, 0° 30′ 42″ ouest |       |
| Église Saint-Christophe de Léoville                                               | Léoville                    | Charente-Maritime       | Nouvelle-Aquitaine         | inscrit    | « PA17000023 », notice no PA17000023 | 45° 22′ 45″ nord, 0° 20′ 15″ ouest |       |
| Église Saint-Pierre de Lorignac                                                   | Lorignac                    | Charente-Maritime       | Nouvelle-Aquitaine         | inscrit    | « PA00104783 », notice no PA00104783 | 45° 27′ 25″ nord, 0° 41′ 27″ ouest |       |
| Église Notre-Dame d'Usseau                                                        | Marignac                    | Charente-Maritime       | Nouvelle-Aquitaine         | inscrit    | « PA17000024 », notice no PA17000024 | 45° 30′ 36″ nord, 0° 27′ 44″ ouest |       |
| Église Saint-Martin de Meux                                                       | Meux                        | Charente-Maritime       | Nouvelle-Aquitaine         | inscrit    | « PA17000025 », notice no PA17000025 | 45° 26′ 37″ nord, 0° 20′ 52″ ouest |       |
| Église Saint-Martin de Mortiers                                                   | Mortiers                    | Charente-Maritime       | Nouvelle-Aquitaine         | inscrit    | « PA17000026 », notice no PA17000026 | 45° 24′ 12″ nord, 0° 19′ 18″ ouest |       |
| Église Notre-Dame-de-l'Assomption de Neulles                                      | Neulles                     | Charente-Maritime       | Nouvelle-Aquitaine         | inscrit    | « PA17000027 », notice no PA17000027 | 45° 30′ 12″ nord, 0° 25′ 01″ ouest |       |
| Église Saint-Michel d'Ozillac                                                     | Ozillac                     | Charente-Maritime       | Nouvelle-Aquitaine         | inscrit    | « PA17000028 », notice no PA17000028 | 45° 23′ 34″ nord, 0° 23′ 36″ ouest |       |
| Église Saint-Étienne de Moulons                                                   | Pommiers-Moulons            | Charente-Maritime       | Nouvelle-Aquitaine         | inscrit    | « PA17000029 », notice no PA17000029 | 45° 19′ 23″ nord, 0° 21′ 06″ ouest |       |
| Église Saint-Orens d'Antignac                                                     | Saint-Georges-Antignac      | Charente-Maritime       | Nouvelle-Aquitaine         | inscrit    | « PA17000030 », notice no PA17000030 | 45° 29′ 36″ nord, 0° 30′ 12″ ouest |       |
| Église Saint-Georges de Saint-Georges-des-Agoûts                                  | Saint-Georges-des-Agoûts    | Charente-Maritime       | Nouvelle-Aquitaine         | inscrit    | « PA17000031 », notice no PA17000031 | 45° 22′ 32″ nord, 0° 38′ 48″ ouest |       |
| Église Saint-Germain de Saint-Germain-de-Vibrac                                   | Saint-Germain-de-Vibrac     | Charente-Maritime       | Nouvelle-Aquitaine         | inscrit    | « PA17000032 », notice no PA17000032 | 45° 25′ 32″ nord, 0° 19′ 24″ ouest |       |
| Église Saint-Hilaire de Saint-Hilaire-du-Bois                                     | Saint-Hilaire-du-Bois       | Charente-Maritime       | Nouvelle-Aquitaine         | inscrit    | « PA17000033 », notice no PA17000033 | 45° 25′ 02″ nord, 0° 29′ 43″ ouest |       |
| Église Saint-Martial de Saint-Martial-de-Vitaterne                                | Saint-Martial-de-Vitaterne  | Charente-Maritime       | Nouvelle-Aquitaine         | inscrit    | « PA17000034 », notice no PA17000034 | 45° 27′ 41″ nord, 0° 25′ 54″ ouest |       |
| Église Saint-Palais de Saint-Palais-de-Négrignac                                  | Saint-Palais-de-Négrignac   | Charente-Maritime       | Nouvelle-Aquitaine         | inscrit    | « PA17000035 », notice no PA17000035 | 45° 16′ 00″ nord, 0° 13′ 31″ ouest |       |
| Église Saint-Simon de Saint-Simon-de-Bordes                                       | Saint-Simon-de-Bordes       | Charente-Maritime       | Nouvelle-Aquitaine         | inscrit    | « PA17000036 », notice no PA17000036 | 45° 23′ 44″ nord, 0° 27′ 17″ ouest |       |
| Église Saint-Pierre de Semoussac                                                  | Semoussac                   | Charente-Maritime       | Nouvelle-Aquitaine         | inscrit    | « PA17000038 », notice no PA17000038 | 45° 23′ 12″ nord, 0° 37′ 26″ ouest |       |
| Château de la Brosse                                                              | Farges-Allichamps           | Cher                    | Centre-Val de Loire        | inscrit    | « PA18000016 », notice no PA18000016 | 46° 45′ 38″ nord, 2° 25′ 01″ est   |       |
| Château de Villattes                                                              | Léré                        | Cher                    | Centre-Val de Loire        | inscrit    | « PA00096823 », notice no PA00096823 | 47° 27′ 47″ nord, 2° 51′ 21″ est   |       |
| Château de Rozay                                                                  | Saint-Georges-sur-la-Prée   | Cher                    | Centre-Val de Loire        | inscrit    | « PA18000015 », notice no PA18000015 | 47° 13′ 57″ nord, 1° 56′ 48″ est   |       |
| Maison                                                                            | Curemonte                   | Corrèze                 | Nouvelle-Aquitaine         | inscrit    | « PA19000007 », notice no PA19000007 | 45° 00′ 03″ nord, 1° 44′ 36″ est   |       |
| Viaduc des Rochers Noirs                                                          | Lapleau                     | Corrèze                 | Nouvelle-Aquitaine         | classé     | « PA00135399 », notice no PA00135399 | 45° 16′ 06″ nord, 2° 10′ 56″ est   |       |
| Château de Puymaret                                                               | Malemort-sur-Corrèze        | Corrèze                 | Nouvelle-Aquitaine         | inscrit    | « PA19000008 », notice no PA19000008 | 45° 10′ 52″ nord, 1° 35′ 19″ est   |       |
| Prieuré Saint-Michel-des-Anges                                                    | Saint-Angel                 | Corrèze                 | Nouvelle-Aquitaine         | classé     | « PA00099838 », notice no PA00099838 | 45° 30′ 10″ nord, 2° 14′ 03″ est   |       |
| Hôtel de préfecture de la Corrèze                                                 | Tulle                       | Corrèze                 | Nouvelle-Aquitaine         | inscrit    | « PA19000010 », notice no PA19000010 | 45° 16′ 16″ nord, 1° 46′ 08″ est   |       |
| Chapelle de Barain                                                                | Avosnes                     | Côte-d'Or               | Bourgogne-Franche-Comté    | classé     | « PA00112090 », notice no PA00112090 | 47° 22′ 26″ nord, 4° 37′ 43″ est   |       |
| Chapelle du domaine de Baptault                                                   | Beaune                      | Côte-d'Or               | Bourgogne-Franche-Comté    | classé     | « PA21000012 », notice no PA21000012 | 47° 02′ 08″ nord, 4° 47′ 36″ est   |       |
| Manoir de la Perrière                                                             | Fixin                       | Côte-d'Or               | Bourgogne-Franche-Comté    | classé     | « PA21000003 », notice no PA21000003 | 47° 14′ 40″ nord, 4° 58′ 02″ est   |       |
| Château de Grancey                                                                | Grancey-le-Château-Neuvelle | Côte-d'Or               | Bourgogne-Franche-Comté    | classé     | « PA00112482 », notice no PA00112482 | 47° 40′ 01″ nord, 5° 01′ 34″ est   |       |
| Ensemble industriel                                                               | Noiron-sur-Bèze             | Côte-d'Or               | Bourgogne-Franche-Comté    | inscrit    | « PA21000020 », notice no PA21000020 | 47° 26′ 12″ nord, 5° 18′ 13″ est   |       |
| Vestiges archéologiques gallo-romains du Clos-Mulon                               | Corseul                     | Côtes-d'Armor           | Bretagne                   | classé     | « PA00089757 », notice no PA00089757 | 48° 28′ 58″ nord, 2° 10′ 11″ ouest |       |
| Château de Beauchêne                                                              | Langrolay-sur-Rance         | Côtes-d'Armor           | Bretagne                   | inscrit    | « PA22000010 », notice no PA22000010 | 48° 33′ 19″ nord, 2° 00′ 17″ ouest |       |
| Chapelle de Saint-Jacut                                                           | Plestin-les-Grèves          | Côtes-d'Armor           | Bretagne                   | classé     | « PA22000008 », notice no PA22000008 | 48° 37′ 30″ nord, 3° 38′ 55″ ouest |       |
| Le Radôme                                                                         | Pleumeur-Bodou              | Côtes-d'Armor           | Bretagne                   | classé     | « PA22000011 », notice no PA22000011 | 48° 47′ 09″ nord, 3° 31′ 25″ ouest |       |
| Site gallo-romain des Boissières                                                  | Taden                       | Côtes-d'Armor           | Bretagne                   | inscrit    | « PA22000013 », notice no PA22000013 | 48° 28′ 36″ nord, 2° 00′ 25″ ouest |       |
| Site gallo-romain de l'Asile des Pêcheurs                                         | Taden                       | Côtes-d'Armor           | Bretagne                   | inscrit    | « PA22000012 », notice no PA22000012 | 48° 28′ 16″ nord, 2° 00′ 43″ ouest |       |
| Château de Chantemille                                                            | Ahun                        | Creuse                  | Nouvelle-Aquitaine         | inscrit    | « PA00099979 », notice no PA00099979 | 46° 06′ 37″ nord, 2° 02′ 30″ est   |       |
| Tour-chapelle du Monteil-Sugnet                                                   | Lupersat                    | Creuse                  | Nouvelle-Aquitaine         | inscrit    | « PA23000005 », notice no PA23000005 | 45° 58′ 15″ nord, 2° 21′ 10″ est   |       |
| Abbaye Royale de Celles-sur-Belle                                                 | Celles-sur-Belle            | Deux-Sèvres             | Nouvelle-Aquitaine         | classé     | « PA00101205 », notice no PA00101205 | 46° 15′ 41″ nord, 0° 12′ 33″ ouest |       |
| Château de Glénay                                                                 | Glénay                      | Deux-Sèvres             | Nouvelle-Aquitaine         | classé     | « PA00135590 », notice no PA00135590 | 46° 51′ 30″ nord, 0° 15′ 35″ ouest |       |
| Remparts de Parthenay                                                             | Parthenay                   | Deux-Sèvres             | Nouvelle-Aquitaine         | classé     | « PA00101314 », notice no PA00101314 | 46° 39′ 08″ nord, 0° 14′ 58″ ouest |       |
| Église Notre-Dame de Montcuq                                                      | Belvès                      | Dordogne                | Nouvelle-Aquitaine         | classé     | « PA00082364 », notice no PA00082364 | 44° 46′ 34″ nord, 1° 00′ 09″ est   |       |
| Église Notre-Dame de la Paix                                                      | Ribérac                     | Dordogne                | Nouvelle-Aquitaine         | inscrit    | « PA24000026 », notice no PA24000026 | 45° 14′ 55″ nord, 0° 20′ 29″ est   |       |
| Église Saint-Méard                                                                | Saint-Méard-de-Drône        | Dordogne                | Nouvelle-Aquitaine         | inscrit    | « PA24000027 », notice no PA24000027 | 45° 14′ 56″ nord, 0° 25′ 23″ est   |       |
| Jardins du Chaufourg                                                              | Sourzac                     | Dordogne                | Nouvelle-Aquitaine         | inscrit    | « PA24000028 », notice no PA24000028 | 45° 03′ 09″ nord, 0° 24′ 21″ est   |       |
| Pharmacie                                                                         | Besançon                    | Doubs                   | Bourgogne-Franche-Comté    | inscrit    | « PA25000016 », notice no PA25000016 | 47° 14′ 19″ nord, 6° 01′ 36″ est   |       |
| Villa Lorraine                                                                    | Besançon                    | Doubs                   | Bourgogne-Franche-Comté    | inscrit    | « PA25000017 », notice no PA25000017 | 47° 14′ 43″ nord, 6° 01′ 49″ est   |       |
| Maison                                                                            | Besançon                    | Doubs                   | Bourgogne-Franche-Comté    | inscrit    | « PA25000014 », notice no PA25000014 | 47° 14′ 12″ nord, 6° 01′ 41″ est   |       |
| Grange Huguenet                                                                   | Besançon                    | Doubs                   | Bourgogne-Franche-Comté    | inscrit    | « PA25000015 », notice no PA25000015 | 47° 14′ 49″ nord, 6° 00′ 28″ est   |       |
| Distillerie Cusenier                                                              | Ornans                      | Doubs                   | Bourgogne-Franche-Comté    | inscrit    | « PA25000018 », notice no PA25000018 | 47° 06′ 15″ nord, 6° 09′ 06″ est   |       |
| Château de Rennes-sur-Loue                                                        | Rennes-sur-Loue             | Doubs                   | Bourgogne-Franche-Comté    | inscrit    | « PA25000019 », notice no PA25000019 | 47° 00′ 49″ nord, 5° 51′ 11″ est   |       |
| Église Notre-Dame de Porporières de Mérindol-les-Oliviers                         | Mérindol-les-Oliviers       | Drôme                   | Auvergne-Rhône-Alpes       | inscrit    | « PA26000008 », notice no PA26000008 | 44° 16′ 20″ nord, 5° 09′ 26″ est   |       |
| Château de Veaunes                                                                | Veaunes                     | Drôme                   | Auvergne-Rhône-Alpes       | inscrit    | « PA26000009 », notice no PA26000009 | 45° 05′ 09″ nord, 4° 55′ 06″ est   |       |
| Château de Louye                                                                  | Louye                       | Eure                    | Normandie                  | inscrit    | « PA27000036 », notice no PA27000036 | 48° 47′ 52″ nord, 1° 18′ 59″ est   |       |
| Église Saint-Étienne de Perriers-sur-Andelle                                      | Perriers-sur-Andelle        | Eure                    | Normandie                  | inscrit    | « PA27000038 », notice no PA27000038 | 49° 24′ 54″ nord, 1° 22′ 20″ est   |       |
| Manoir de Colmont                                                                 | Perriers-sur-Andelle        | Eure                    | Normandie                  | inscrit    | « PA27000039 », notice no PA27000039 | 49° 24′ 56″ nord, 1° 22′ 20″ est   |       |
| Prieuré de Saulseuse                                                              | Tilly                       | Eure                    | Normandie                  | inscrit    | « PA27000037 », notice no PA27000037 | 49° 07′ 54″ nord, 1° 31′ 12″ est   |       |
| Couvent des Cordeliers (actuel lycée Marceau)                                     | Chartres                    | Eure-et-Loir            | Centre-Val de Loire        | inscrit    | « PA00096995 », notice no PA00096995 | 48° 26′ 35″ nord, 1° 29′ 26″ est   |       |
| Hôtel de la Caisse d'épargne de Dreux (ancien)                                    | Dreux                       | Eure-et-Loir            | Centre-Val de Loire        | inscrit    | « PA28000007 », notice no PA28000007 | 48° 44′ 08″ nord, 1° 22′ 07″ est   |       |
| Château de Maillebois                                                             | Maillebois                  | Eure-et-Loir            | Centre-Val de Loire        | inscrit    | « PA00097141 », notice no PA00097141 | 48° 37′ 54″ nord, 1° 09′ 02″ est   |       |
| Site gallo-romain de Trouguer                                                     | Cléden-Cap-Sizun            | Finistère               | Bretagne                   | inscrit    | « PA29000039 », notice no PA29000039 | 48° 03′ 30″ nord, 4° 42′ 18″ ouest |       |
| Manoir de Kerazan                                                                 | Loctudy                     | Finistère               | Bretagne                   | inscrit    | « PA29000038 », notice no PA29000038 | 47° 50′ 30″ nord, 4° 11′ 44″ ouest |       |
| Site gallo-romain de Keradennec                                                   | Saint-Frégant               | Finistère               | Bretagne                   | inscrit    | « PA29000040 », notice no PA29000040 | 48° 34′ 58″ nord, 4° 22′ 33″ ouest |       |
| Église Saint-André de Belvézet                                                    | Belvézet                    | Gard                    | Occitanie                  | inscrit    | « PA30000029 », notice no PA30000029 | 44° 04′ 47″ nord, 4° 22′ 18″ est   |       |
| Hôtel dit "Maison des Atlantes"                                                   | Nîmes                       | Gard                    | Occitanie                  | inscrit    | « PA00103126 », notice no PA00103126 | 43° 50′ 13″ nord, 4° 21′ 34″ est   |       |
| Ancien Hôtel-Dieu                                                                 | Nîmes                       | Gard                    | Occitanie                  | inscrit    | « PA00103109 », notice no PA00103109 | 43° 49′ 58″ nord, 4° 21′ 29″ est   |       |
| Église Notre-Dame-de-Bethléem de Remoulins                                        | Remoulins                   | Gard                    | Occitanie                  | inscrit    | « PA30000030 », notice no PA30000030 | 43° 56′ 27″ nord, 4° 33′ 33″ est   |       |
| Hôtel de Rosier                                                                   | Uzès                        | Gard                    | Occitanie                  | inscrit    | « PA00103277 », notice no PA00103277 | 44° 00′ 43″ nord, 4° 25′ 14″ est   |       |
| Chapelle de Montcalm                                                              | Vauvert                     | Gard                    | Occitanie                  | inscrit    | « PA30000031 », notice no PA30000031 | 43° 34′ 20″ nord, 4° 18′ 42″ est   |       |
| Église Saint-Laurent de Panjas                                                    | Panjas                      | Gers                    | Occitanie                  | classé     | « PA00135458 », notice no PA00135458 | 43° 49′ 14″ nord, 0° 05′ 26″ ouest |       |
| Aérium d'Arès                                                                     | Arès                        | Gironde                 | Nouvelle-Aquitaine         | inscrit    | « PA33000023 », notice no PA33000023 | 44° 45′ 15″ nord, 1° 07′ 56″ ouest |       |
| Fontaine Daurade                                                                  | Bordeaux                    | Gironde                 | Nouvelle-Aquitaine         | inscrit    | « PA33000024 », notice no PA33000024 | 44° 50′ 31″ nord, 0° 34′ 25″ ouest |       |
| Château du Boscage                                                                | Escaudes                    | Gironde                 | Nouvelle-Aquitaine         | inscrit    | « PA33000032 », notice no PA33000032 | 44° 20′ 35″ nord, 0° 13′ 36″ ouest |       |
| Domaine de Sybirol                                                                | Floirac                     | Gironde                 | Nouvelle-Aquitaine         | inscrit    | « PA33000033 », notice no PA33000033 | 44° 50′ 17″ nord, 0° 31′ 40″ ouest |       |
| Croix de cimetière de la Lande-de-Fronsac                                         | Lande-de-Fronsac (La)       | Gironde                 | Nouvelle-Aquitaine         | inscrit    | « PA33000034 », notice no PA33000034 | 44° 58′ 44″ nord, 0° 22′ 55″ ouest |       |
| Maison, 51 rue Maubec                                                             | Langon                      | Gironde                 | Nouvelle-Aquitaine         | inscrit    | « PA33000035 », notice no PA33000035 | 44° 33′ 12″ nord, 0° 14′ 45″ ouest |       |
| Église du Saint-Esprit de Lormont                                                 | Lormont                     | Gironde                 | Nouvelle-Aquitaine         | inscrit    | « PA33000036 », notice no PA33000036 | 44° 53′ 00″ nord, 0° 31′ 28″ ouest |       |
| Moulin de Loubens                                                                 | Loubens                     | Gironde                 | Nouvelle-Aquitaine         | classé     | « PA00083898 », notice no PA00083898 | 44° 37′ 56″ nord, 0° 01′ 58″ ouest |       |
| Château Pichon                                                                    | Parempuyre                  | Gironde                 | Nouvelle-Aquitaine         | inscrit    | « PA33000025 », notice no PA33000025 | 44° 56′ 25″ nord, 0° 35′ 50″ ouest |       |
| Église de Saint-Christophe-des-Bardes                                             | Saint-Christophe-des-Bardes | Gironde                 | Nouvelle-Aquitaine         | inscrit    | « PA00083718 », notice no PA00083718 | 44° 53′ 49″ nord, 0° 07′ 20″ ouest |       |
| Usine de distillation de produits résineux                                        | Saint-Symphorien            | Gironde                 | Nouvelle-Aquitaine         | inscrit    | « PA33000026 », notice no PA33000026 | 44° 25′ 27″ nord, 0° 29′ 17″ ouest |       |
| Château de Vayres                                                                 | Vayres                      | Gironde                 | Nouvelle-Aquitaine         | inscrit    | « PA00083856 », notice no PA00083856 | 44° 54′ 01″ nord, 0° 18′ 59″ ouest |       |
| Couvent des Célestins de Verdelais                                                | Verdelais                   | Gironde                 | Nouvelle-Aquitaine         | inscrit    | « PA33000029 », notice no PA33000029 | 44° 35′ 19″ nord, 0° 14′ 57″ ouest |       |
| Abbaye Saint-Pierre de Vertheuil                                                  | Vertheuil                   | Gironde                 | Nouvelle-Aquitaine         | inscrit    | « PA00083859 », notice no PA00083859 | 45° 15′ 02″ nord, 0° 50′ 03″ ouest |       |
| Quartier des détenus                                                              | Cayenne                     | Guyane                  | Guyane                     | inscrit    | « PA00105898 », notice no PA00105898 | 5° 17′ 00″ nord, 52° 35′ 00″ ouest |       |
| Hôpital de l'île Royale                                                           | Cayenne                     | Guyane                  | Guyane                     | classé     | « PA00105900 », notice no PA00105900 | 5° 17′ 00″ nord, 52° 34′ 59″ ouest |       |
| Poste de police                                                                   | Cayenne                     | Guyane                  | Guyane                     | inscrit    | « PA00105902 », notice no PA00105902 | 5° 17′ 00″ nord, 52° 34′ 59″ ouest |       |
| Magasin du port                                                                   | Cayenne                     | Guyane                  | Guyane                     | inscrit    | « PA00105901 », notice no PA00105901 | 5° 17′ 00″ nord, 52° 34′ 59″ ouest |       |
| Quartier des condamnés à mort                                                     | Cayenne                     | Guyane                  | Guyane                     | inscrit    | « PA00105903 », notice no PA00105903 | 5° 17′ 00″ nord, 52° 35′ 00″ ouest |       |
| Quartier des directeurs                                                           | Cayenne                     | Guyane                  | Guyane                     | inscrit    | « PA00105904 », notice no PA00105904 | 5° 17′ 00″ nord, 52° 35′ 00″ ouest |       |
| Quartiers des surveillants                                                        | Cayenne                     | Guyane                  | Guyane                     | inscrit    | « PA00105906 », notice no PA00105906 | 5° 17′ 00″ nord, 52° 34′ 59″ ouest |       |
| Chapelle de l'île Royale                                                          | Cayenne                     | Guyane                  | Guyane                     | classé     | « PA00105899 », notice no PA00105899 | 5° 17′ 00″ nord, 52° 34′ 59″ ouest |       |
| Maison d'Alfred Dreyfus                                                           | Cayenne                     | Guyane                  | Guyane                     | classé     | « PA00105897 », notice no PA00105897 | 5° 17′ 00″ nord, 52° 35′ 00″ ouest |       |
| Site archéologique de la montagne de la Trinité                                   | Mana                        | Guyane                  | Guyane                     | inscrit    | « PA00105933 », notice no PA00105933 |                                    |       |
| Maison                                                                            | Bergheim                    | Haut-Rhin               | Grand Est                  | inscrit    | « PA68000028 », notice no PA68000028 | 48° 12′ 17″ nord, 7° 21′ 34″ est   |       |
| Le Tempelhof (ancienne commanderie des Templiers)                                 | Bergheim                    | Haut-Rhin               | Grand Est                  | inscrit    | « PA68000027 », notice no PA68000027 | 48° 12′ 33″ nord, 7° 20′ 41″ est   |       |
| Château de Reinach                                                                | Hirtzbach                   | Haut-Rhin               | Grand Est                  | classé     | « PA00085746 », notice no PA00085746 | 47° 35′ 53″ nord, 7° 13′ 27″ est   |       |
| Église Sainte-Lucie                                                               | Niederhergheim              | Haut-Rhin               | Grand Est                  | inscrit    | « PA68000029 », notice no PA68000029 | 47° 59′ 10″ nord, 7° 23′ 48″ est   |       |
| Grand calvaire du cimetière                                                       | Pfaffenheim                 | Haut-Rhin               | Grand Est                  | inscrit    | « PA68000031 », notice no PA68000031 | 47° 59′ 05″ nord, 7° 17′ 02″ est   |       |
| Chapelle de pèlerinage Notre-Dame du Schauenberg                                  | Pfaffenheim                 | Haut-Rhin               | Grand Est                  | inscrit    | « PA68000030 », notice no PA68000030 | 47° 59′ 32″ nord, 7° 16′ 06″ est   |       |
| Fortifications                                                                    | Riquewihr                   | Haut-Rhin               | Grand Est                  | inscrit    | « PA00085603 », notice no PA00085603 | 48° 10′ 04″ nord, 7° 17′ 45″ est   |       |
| Enceinte fortifiée                                                                | Turckheim                   | Haut-Rhin               | Grand Est                  | inscrit    | « PA68000032 », notice no PA68000032 | 48° 05′ 14″ nord, 7° 16′ 48″ est   |       |
| Pro-cathédrale Sainte-Marie                                                       | Bastia                      | Haute-Corse             | Corse                      | classé     | « PA00099162 », notice no PA00099162 | 42° 41′ 33″ nord, 9° 27′ 06″ est   |       |
| Église de la Conception                                                           | Bastia                      | Haute-Corse             | Corse                      | classé     | « PA00099159 », notice no PA00099159 | 42° 41′ 51″ nord, 9° 27′ 00″ est   |       |
| Église Saint-Jean-Baptiste                                                        | Bastia                      | Haute-Corse             | Corse                      | classé     | « PA00099160 », notice no PA00099160 | 42° 41′ 49″ nord, 9° 27′ 01″ est   |       |
| Maison Ferdinandi                                                                 | Brando                      | Haute-Corse             | Corse                      | classé     | « PA00125390 », notice no PA00125390 | 42° 46′ 09″ nord, 9° 27′ 27″ est   |       |
| Église Saint-Sylvestre de Cerzat                                                  | Cerzat                      | Haute-Loire             | Auvergne-Rhône-Alpes       | inscrit    | « PA43000018 », notice no PA43000018 | 45° 09′ 37″ nord, 3° 28′ 48″ est   |       |
| Château de Flaghac                                                                | Saint-Georges-d'Aurac       | Haute-Loire             | Auvergne-Rhône-Alpes       | inscrit    | « PA00092843 », notice no PA00092843 | 45° 10′ 37″ nord, 3° 31′ 52″ est   |       |
| Château de Dinteville                                                             | Dinteville                  | Haute-Marne             | Grand Est                  | inscrit    | « PA00079048 », notice no PA00079048 | 48° 01′ 59″ nord, 4° 48′ 17″ est   |       |
| Église Saint-Louvent de Doulevant-le-Château                                      | Doulevant-le-Château        | Haute-Marne             | Grand Est                  | inscrit    | « PA52000014 », notice no PA52000014 | 48° 22′ 33″ nord, 4° 55′ 16″ est   |       |
| Maison                                                                            | Langres                     | Haute-Marne             | Grand Est                  | inscrit    | « PA52000015 », notice no PA52000015 | 47° 52′ 00″ nord, 5° 19′ 53″ est   |       |
| Couvent des Augustins de Champlitte                                               | Champlitte                  | Haute-Saône             | Bourgogne-Franche-Comté    | classé     | « PA00102318 », notice no PA00102318 | 47° 37′ 04″ nord, 5° 31′ 07″ est   |       |
| Maison                                                                            | Champlitte                  | Haute-Saône             | Bourgogne-Franche-Comté    | inscrit    | « PA70000033 », notice no PA70000033 | 47° 36′ 54″ nord, 5° 30′ 39″ est   |       |
| Maison forte de Chariez                                                           | Chariez                     | Haute-Saône             | Bourgogne-Franche-Comté    | inscrit    | « PA70000034 », notice no PA70000034 | 47° 37′ 07″ nord, 6° 05′ 22″ est   |       |
| Fontaine Saint-Pierre-Fourier                                                     | Gray                        | Haute-Saône             | Bourgogne-Franche-Comté    | inscrit    | « PA70000039 », notice no PA70000039 | 47° 26′ 40″ nord, 5° 35′ 24″ est   |       |
| Hôtel-Dieu de Gray                                                                | Gray (Haute-Saône)          | Haute-Saône             | Bourgogne-Franche-Comté    | inscrit    | « PA70000036 », notice no PA70000036 | 47° 26′ 48″ nord, 5° 35′ 22″ est   |       |
| Refuge de l'abbaye de Corneux                                                     | Gray (Haute-Saône)          | Haute-Saône             | Bourgogne-Franche-Comté    | inscrit    | « PA70000035 », notice no PA70000035 | 47° 26′ 48″ nord, 5° 35′ 41″ est   |       |
| Fontaine François-Devosge et Fontaine Romé-de-l'Isle                              | Gray (Haute-Saône)          | Haute-Saône             | Bourgogne-Franche-Comté    | inscrit    | « PA70000040 », notice no PA70000040 | 47° 26′ 44″ nord, 5° 35′ 32″ est   |       |
| Palais de Justice de Gray                                                         | Gray (Haute-Saône)          | Haute-Saône             | Bourgogne-Franche-Comté    | inscrit    | « PA70000037 », notice no PA70000037 | 47° 26′ 44″ nord, 5° 35′ 37″ est   |       |
| Fontaine Marianne                                                                 | Jussey                      | Haute-Saône             | Bourgogne-Franche-Comté    | inscrit    | « PA70000041 », notice no PA70000041 | 47° 49′ 37″ nord, 5° 53′ 51″ est   |       |
| Maison Davadan                                                                    | Mantoche                    | Haute-Saône             | Bourgogne-Franche-Comté    | inscrit    | « PA70000042 », notice no PA70000042 | 47° 25′ 09″ nord, 5° 31′ 52″ est   |       |
| Maison                                                                            | La Roche-Morey              | Haute-Saône             | Bourgogne-Franche-Comté    | inscrit    | « PA70000043 », notice no PA70000043 | 47° 42′ 43″ nord, 5° 44′ 14″ est   |       |
| Abbaye de Theuley                                                                 | Vars                        | Haute-Saône             | Bourgogne-Franche-Comté    | inscrit    | « PA70000045 », notice no PA70000045 | 47° 32′ 33″ nord, 5° 31′ 12″ est   |       |
| Maison du cardinal Sommier                                                        | Vauvillers                  | Haute-Saône             | Bourgogne-Franche-Comté    | inscrit    | « PA70000046 », notice no PA70000046 | 47° 55′ 21″ nord, 6° 05′ 51″ est   |       |
| Château de Levrecey                                                               | Velleguindry-et-Levrecey    | Haute-Saône             | Bourgogne-Franche-Comté    | inscrit    | « PA70000047 », notice no PA70000047 | 47° 32′ 50″ nord, 6° 05′ 06″ est   |       |
| Maison                                                                            | Collonges-sous-Salève       | Haute-Savoie            | Auvergne-Rhône-Alpes       | inscrit    | « PA74000003 », notice no PA74000003 | 46° 08′ 19″ nord, 6° 08′ 40″ est   |       |
| Château des vicomtes de Limoges                                                   | Aixe-sur-Vienne             | Haute-Vienne            | Nouvelle-Aquitaine         | inscrit    | « PA87000012 », notice no PA87000012 | 45° 47′ 40″ nord, 1° 08′ 30″ est   |       |
| Maison                                                                            | Châteauponsac               | Haute-Vienne            | Nouvelle-Aquitaine         | inscrit    | « PA87000013 », notice no PA87000013 | 46° 07′ 53″ nord, 1° 16′ 31″ est   |       |
| Chapelle du Bois-du-Rat                                                           | Cieux                       | Haute-Vienne            | Nouvelle-Aquitaine         | inscrit    | « PA87000014 », notice no PA87000014 | 45° 59′ 46″ nord, 0° 58′ 43″ est   |       |
| Château de Lascroux                                                               | Cromac                      | Haute-Vienne            | Nouvelle-Aquitaine         | inscrit    | « PA87000015 », notice no PA87000015 | 46° 20′ 20″ nord, 1° 18′ 05″ est   |       |
| Château de Faye                                                                   | Flavignac                   | Haute-Vienne            | Nouvelle-Aquitaine         | inscrit    | « PA87000016 », notice no PA87000016 | 45° 42′ 54″ nord, 1° 04′ 46″ est   |       |
| Église Saint-Martial de Jabreilles-les-Bordes                                     | Jabreilles-les-Bordes       | Haute-Vienne            | Nouvelle-Aquitaine         | classé     | « PA00100321 », notice no PA00100321 | 46° 01′ 23″ nord, 1° 31′ 49″ est   |       |
| Maison de Lesdiguières                                                            | Serres                      | Hautes-Alpes            | Provence-Alpes-Côte d'Azur | classé     | « PA00080627 », notice no PA00080627 | 44° 25′ 45″ nord, 5° 42′ 58″ est   |       |
| Manoir de Bazet                                                                   | Bazet                       | Hautes-Pyrénées         | Occitanie                  | inscrit    | « PA65000002 », notice no PA65000002 | 43° 17′ 28″ nord, 0° 04′ 44″ est   |       |
| Soufflerie Hispano-Suiza                                                          | Bois-Colombes               | Hauts-de-Seine          | Île-de-France              | inscrit    | « PA92000004 », notice no PA92000004 | 48° 54′ 28″ nord, 2° 15′ 31″ est   |       |
| Maison de Joseph Bernard                                                          | Boulogne-Billancourt        | Hauts-de-Seine          | Île-de-France              | inscrit    | « PA92000005 », notice no PA92000005 | 48° 50′ 33″ nord, 2° 14′ 54″ est   |       |
| Château de Meudon et hangar Y                                                     | Meudon                      | Hauts-de-Seine          | Île-de-France              | classé     | « PA00088117 », notice no PA00088117 | 48° 47′ 52″ nord, 2° 14′ 00″ est   |       |
| Office national d'études et de recherches aérospatiales                           | Meudon                      | Hauts-de-Seine          | Île-de-France              | inscrit    | « PA92000006 », notice no PA92000006 | 48° 48′ 05″ nord, 2° 14′ 12″ est   |       |
| Villa Larrey                                                                      | Sceaux                      | Hauts-de-Seine          | Île-de-France              | inscrit    | « PA92000007 », notice no PA92000007 | 48° 46′ 55″ nord, 2° 17′ 33″ est   |       |
| Château de Bocaud                                                                 | Jacou                       | Hérault                 | Occitanie                  | inscrit    | « PA34000024 », notice no PA34000024 | 43° 39′ 41″ nord, 3° 54′ 44″ est   |       |
| Château des évêques de Montpellier                                                | Lavérune                    | Hérault                 | Occitanie                  | classé     | « PA00103473 », notice no PA00103473 | 43° 35′ 11″ nord, 3° 48′ 22″ est   |       |
| Château du Plessis                                                                | Argentré-du-Plessis         | Ille-et-Vilaine         | Bretagne                   | inscrit    | « PA35000015 », notice no PA35000015 | 48° 03′ 49″ nord, 1° 09′ 40″ ouest |       |
| Site gallo-romain de la Bouexière                                                 | Bréal-sous-Montfort         | Ille-et-Vilaine         | Bretagne                   | inscrit    | « PA35000009 », notice no PA35000009 | 48° 02′ 59″ nord, 1° 54′ 02″ ouest |       |
| Château de Montmuran                                                              | Les Iffs                    | Ille-et-Vilaine         | Bretagne                   | inscrit    | « PA00090603 », notice no PA00090603 | 48° 17′ 38″ nord, 1° 51′ 39″ ouest |       |
| Château de Monbouan                                                               | Moulins                     | Ille-et-Vilaine         | Bretagne                   | inscrit    | « PA35000011 », notice no PA35000011 | 48° 01′ 19″ nord, 1° 21′ 43″ ouest |       |
| Malouinière de la Ville Azé                                                       | Saint-Coulomb               | Ille-et-Vilaine         | Bretagne                   | inscrit    | « PA35000016 », notice no PA35000016 | 48° 40′ 23″ nord, 1° 56′ 03″ ouest |       |
| Malouinière de la Verderie                                                        | Saint-Malo                  | Ille-et-Vilaine         | Bretagne                   | inscrit    | « PA35000014 », notice no PA35000014 | 48° 38′ 05″ nord, 2° 00′ 45″ ouest |       |
| Malouinière de la Rivière                                                         | Saint-Malo                  | Ille-et-Vilaine         | Bretagne                   | inscrit    | « PA35000013 », notice no PA35000013 | 48° 38′ 24″ nord, 1° 58′ 19″ ouest |       |
| Malouinière de Rivasselou                                                         | Saint-Malo                  | Ille-et-Vilaine         | Bretagne                   | inscrit    | « PA35000012 », notice no PA35000012 | 48° 39′ 20″ nord, 1° 59′ 08″ ouest |       |
| Hôtel Magon de la Lande, hôtel d'Asfeld                                           | Saint-Malo                  | Ille-et-Vilaine         | Bretagne                   | classé     | « PA00090813 », notice no PA00090813 | 48° 38′ 49″ nord, 2° 01′ 27″ ouest |       |
| Manoir de la Cour de Sixt                                                         | Sixt-sur-Aff                | Ille-et-Vilaine         | Bretagne                   | classé     | « PA35000005 », notice no PA35000005 | 47° 46′ 39″ nord, 2° 04′ 28″ ouest |       |
| Moulin Scée                                                                       | Gizeux                      | Indre-et-Loire          | Centre-Val de Loire        | inscrit    | « PA37000007 », notice no PA37000007 | 47° 21′ 28″ nord, 0° 12′ 21″ est   |       |
| Hôtel de Caisse d'épargne                                                         | Loches                      | Indre-et-Loire          | Centre-Val de Loire        | inscrit    | « PA37000008 », notice no PA37000008 | 47° 07′ 48″ nord, 0° 59′ 51″ est   |       |
| Grand Théâtre                                                                     | Tours                       | Indre-et-Loire          | Centre-Val de Loire        | classé     | « PA00132565 », notice no PA00132565 | 47° 23′ 40″ nord, 0° 41′ 24″ est   |       |
| Imprimerie Mame                                                                   | Tours                       | Indre-et-Loire          | Centre-Val de Loire        | inscrit    | « PA37000009 », notice no PA37000009 | 47° 23′ 34″ nord, 0° 40′ 09″ est   |       |
| Château de Chonas                                                                 | Chonas-l'Amballan           | Isère                   | Auvergne-Rhône-Alpes       | inscrit    | « PA38000009 », notice no PA38000009 | 45° 27′ 39″ nord, 4° 48′ 44″ est   |       |
| Maison natale de Stendhal                                                         | Grenoble                    | Isère                   | Auvergne-Rhône-Alpes       | inscrit    | « PA38000010 », notice no PA38000010 | 45° 11′ 29″ nord, 5° 43′ 44″ est   |       |
| Appartement du docteur Gagnon                                                     | Grenoble                    | Isère                   | Auvergne-Rhône-Alpes       | inscrit    | « PA00117192 », notice no PA00117192 | 45° 11′ 30″ nord, 5° 43′ 40″ est   |       |
| Château de Saint-Chef                                                             | Saint-Chef                  | Isère                   | Auvergne-Rhône-Alpes       | inscrit    | « PA38000011 », notice no PA38000011 | 45° 38′ 12″ nord, 5° 21′ 52″ est   |       |
| Maison de Clarisses                                                               | Lons-le-Saunier             | Jura                    | Bourgogne-Franche-Comté    | inscrit    | « PA39000044 », notice no PA39000044 | 46° 40′ 39″ nord, 5° 33′ 17″ est   |       |
| Château du Pin                                                                    | Le Pin                      | Jura                    | Bourgogne-Franche-Comté    | inscrit    | « PA00101991 », notice no PA00101991 | 46° 42′ 36″ nord, 5° 34′ 37″ est   |       |
| Château de Sermange                                                               | Sermange                    | Jura                    | Bourgogne-Franche-Comté    | inscrit    | « PA39000045 », notice no PA39000045 | 47° 11′ 45″ nord, 5° 39′ 12″ est   |       |
| Château d'Amou                                                                    | Amou                        | Landes                  | Nouvelle-Aquitaine         | inscrit    | « PA00083921 », notice no PA00083921 | 43° 35′ 43″ nord, 0° 44′ 43″ ouest |       |
| Moulin à eau de Barraques                                                         | Bostens                     | Landes                  | Nouvelle-Aquitaine         | inscrit    | « PA40000031 », notice no PA40000031 | 43° 58′ 32″ nord, 0° 23′ 06″ ouest |       |
| Église Saint-Nicolas de Capbreton                                                 | Capbreton                   | Landes                  | Nouvelle-Aquitaine         | inscrit    | « PA40000032 », notice no PA40000032 | 43° 38′ 24″ nord, 1° 25′ 50″ ouest |       |
| Pont métallique sur l'Adour                                                       | Cazères-sur-l'Adour         | Landes                  | Nouvelle-Aquitaine         | inscrit    | « PA40000033 », notice no PA40000033 | 43° 45′ 22″ nord, 0° 19′ 00″ ouest |       |
| Atrium Casino                                                                     | Dax                         | Landes                  | Nouvelle-Aquitaine         | inscrit    | « PA00083937 », notice no PA00083937 | 43° 42′ 39″ nord, 1° 03′ 21″ ouest |       |
| Château de la Motte                                                               | Chaumont-sur-Tharonne       | Loir-et-Cher            | Centre-Val de Loire        | inscrit    | « PA41000023 », notice no PA41000023 | 47° 36′ 50″ nord, 1° 53′ 41″ est   |       |
| Château de Troussay                                                               | Cheverny                    | Loir-et-Cher            | Centre-Val de Loire        | inscrit    | « PA41000021 », notice no PA41000021 | 47° 29′ 29″ nord, 1° 25′ 29″ est   |       |
| Couvent des Augustins                                                             | Montoire-sur-le-Loir        | Loir-et-Cher            | Centre-Val de Loire        | classé     | « PA41000005 », notice no PA41000005 | 47° 45′ 09″ nord, 0° 51′ 44″ est   |       |
| Château de Rochambeau                                                             | Thoré-la-Rochette           | Loir-et-Cher            | Centre-Val de Loire        | inscrit    | « PA00098620 », notice no PA00098620 | 47° 47′ 47″ nord, 0° 58′ 55″ est   |       |
| Église Sainte-Marie-Madeleine                                                     | Vendôme                     | Loir-et-Cher            | Centre-Val de Loire        | inscrit    | « PA41000022 », notice no PA41000022 | 47° 47′ 39″ nord, 1° 03′ 55″ est   |       |
| Château de Chalmazel                                                              | Chalmazel-Jeansagnière      | Loire                   | Auvergne-Rhône-Alpes       | inscrit    | « PA00117437 », notice no PA00117437 | 45° 42′ 09″ nord, 3° 51′ 04″ est   |       |
| Château de Sarron                                                                 | Fourneaux                   | Loire                   | Auvergne-Rhône-Alpes       | inscrit    | « PA42000006 », notice no PA42000006 | 45° 57′ 36″ nord, 4° 17′ 23″ est   |       |
| Domaine de la Garenne Lemot                                                       | Gétigné                     | Loire-Atlantique        | Pays de la Loire           | classé     | « PA00108615 », notice no PA00108615 | 47° 05′ 06″ nord, 1° 16′ 33″ ouest |       |
| Château d'Oudon                                                                   | Oudon                       | Loire-Atlantique        | Pays de la Loire           | inscrit    | « PA00108764 », notice no PA00108764 | 47° 20′ 44″ nord, 1° 17′ 21″ ouest |       |
| Château de Souché                                                                 | Saint-Aignan-Grandlieu      | Loire-Atlantique        | Pays de la Loire           | inscrit    | « PA44000025 », notice no PA44000025 | 47° 08′ 10″ nord, 1° 38′ 03″ ouest |       |
| Église de la Madeleine de Montargis                                               | Montargis                   | Loiret                  | Centre-Val de Loire        | classé     | « PA00098823 », notice no PA00098823 | 47° 59′ 54″ nord, 2° 43′ 58″ est   |       |
| Hôtel de la Caisse d'épargne                                                      | Orléans                     | Loiret                  | Centre-Val de Loire        | inscrit    | « PA45000017 », notice no PA45000017 | 47° 54′ 10″ nord, 1° 54′ 26″ est   |       |
| Église Saint-Salomon-et-Saint-Grégoire de Pithiviers                              | Pithiviers                  | Loiret                  | Centre-Val de Loire        | classé     | « PA00098989 », notice no PA00098989 | 48° 10′ 27″ nord, 2° 15′ 19″ est   |       |
| Ruines gallo-romaines du Souquet                                                  | Castelnau-Montratier        | Lot                     | Occitanie                  | inscrit    | « PA46000019 », notice no PA46000019 | 44° 16′ 34″ nord, 1° 17′ 54″ est   |       |
| Cité religieuse                                                                   | Rocamadour                  | Lot                     | Occitanie                  | classé     | « PA46000020 », notice no PA46000020 | 44° 47′ 57″ nord, 1° 37′ 03″ est   |       |
| Maison Art Nouveau                                                                | Agen                        | Lot-et-Garonne          | Nouvelle-Aquitaine         | inscrit    | « PA47000043 », notice no PA47000043 | 44° 12′ 10″ nord, 0° 37′ 14″ est   |       |
| Église du Sacré-Cœur                                                              | Agen                        | Lot-et-Garonne          | Nouvelle-Aquitaine         | inscrit    | « PA47000042 », notice no PA47000042 | 44° 12′ 12″ nord, 0° 37′ 39″ est   |       |
| Église Sainte-Eulalie de Cauzac                                                   | Cauzac                      | Lot-et-Garonne          | Nouvelle-Aquitaine         | inscrit    | « PA47000045 », notice no PA47000045 | 44° 16′ 27″ nord, 0° 48′ 35″ est   |       |
| Église Saint-Clair de Cauzac                                                      | Cauzac                      | Lot-et-Garonne          | Nouvelle-Aquitaine         | inscrit    | « PA47000044 », notice no PA47000044 | 44° 17′ 35″ nord, 0° 48′ 36″ est   |       |
| Prieuré de Durance                                                                | Durance                     | Lot-et-Garonne          | Nouvelle-Aquitaine         | classé     | « PA00084106 », notice no PA00084106 | 44° 10′ 10″ nord, 0° 09′ 37″ est   |       |
| Château Saint-Sauveur                                                             | Lafitte-sur-Lot             | Lot-et-Garonne          | Nouvelle-Aquitaine         | inscrit    | « PA47000046 », notice no PA47000046 | 44° 21′ 05″ nord, 0° 25′ 57″ est   |       |
| Église Saint-Sixte de Saint-Martin-de-Beauville                                   | Saint-Martin-de-Beauville   | Lot-et-Garonne          | Nouvelle-Aquitaine         | inscrit    | « PA47000047 », notice no PA47000047 | 44° 14′ 16″ nord, 0° 49′ 48″ est   |       |
| Château de la Sylvestrie                                                          | Villeneuve-sur-Lot          | Lot-et-Garonne          | Nouvelle-Aquitaine         | inscrit    | « PA47000048 », notice no PA47000048 | 44° 22′ 48″ nord, 0° 43′ 52″ est   |       |
| Grand séminaire Saint-Serge d'Angers (ancien) aujourd'hui lycée Joachim-du-Bellay | Angers                      | Maine-et-Loire          | Pays de la Loire           | inscrit    | « PA49000025 », notice no PA49000025 | 47° 28′ 34″ nord, 0° 32′ 49″ ouest |       |
| Site castral de Milly-le-Meugon                                                   | Gennes-Val-de-Loire         | Maine-et-Loire          | Pays de la Loire           | inscrit    | « PA49000026 », notice no PA49000026 | 47° 17′ 12″ nord, 0° 15′ 12″ ouest |       |
| École de cavalerie                                                                | Saumur                      | Maine-et-Loire          | Pays de la Loire           | inscrit    | « PA00109304 », notice no PA00109304 | 47° 15′ 39″ nord, 0° 05′ 09″ ouest |       |
| Château de Vassy                                                                  | Brécey                      | Manche                  | Normandie                  | classé     | « PA50000008 », notice no PA50000008 | 48° 42′ 33″ nord, 1° 10′ 15″ ouest |       |
| Château d'Olonde                                                                  | Canville-la-Rocque          | Manche                  | Normandie                  | inscrit    | « PA50000011 », notice no PA50000011 | 49° 20′ 38″ nord, 1° 39′ 02″ ouest |       |
| Gare transatlantique                                                              | Cherbourg-en-Cotentin       | Manche                  | Normandie                  | inscrit    | « PA00110648 », notice no PA00110648 | 49° 38′ 43″ nord, 1° 37′ 03″ ouest |       |
| Château                                                                           | Crosville-sur-Douve         | Manche                  | Normandie                  | classé     | « PA00110389 », notice no PA00110389 | 49° 23′ 06″ nord, 1° 29′ 03″ ouest |       |
| Manoir du Broc                                                                    | Gatteville-le-Phare         | Manche                  | Normandie                  | inscrit    | « PA50000013 », notice no PA50000013 | 49° 40′ 25″ nord, 1° 18′ 14″ ouest |       |
| Ancienne abbaye de Blanchelande                                                   | Neufmesnil                  | Manche                  | Normandie                  | inscrit    | « PA50000015 », notice no PA50000015 | 49° 18′ 37″ nord, 1° 31′ 12″ ouest |       |
| Manoir du Parc                                                                    | Saint-Lô-d'Ourville         | Manche                  | Normandie                  | inscrit    | « PA50000016 », notice no PA50000016 | 49° 21′ 02″ nord, 1° 39′ 06″ ouest |       |
| Ferme de la Basse-Cour (domaine du château de Saint-Symphorien-des-Monts)         | Lapenty                     | Manche                  | Normandie                  | inscrit    | « PA50000017 », notice no PA50000017 | 48° 32′ 40″ nord, 1° 00′ 13″ ouest |       |
| Château : façades et toitures                                                     | Sotteville                  | Manche                  | Normandie                  | inscrit    | « PA00110615 », notice no PA00110615 | 49° 32′ 50″ nord, 1° 45′ 26″ ouest |       |
| Château de Tocqueville : façade orientale du XVIIIes. et toitures                 | Tocqueville                 | Manche                  | Normandie                  | inscrit    | « PA00110618 », notice no PA00110618 | 49° 40′ 01″ nord, 1° 19′ 45″ ouest |       |
| Tuilerie de Broyes                                                                | Broyes                      | Marne                   | Grand Est                  | inscrit    | « PA51000004 », notice no PA51000004 | 48° 45′ 43″ nord, 3° 46′ 24″ est   |       |
| Maison                                                                            | Châlons-en-Champagne        | Marne                   | Grand Est                  | inscrit    | « PA51000005 », notice no PA51000005 | 48° 57′ 21″ nord, 4° 21′ 57″ est   |       |
| Château de Sept-Saulx                                                             | Sept-Saulx                  | Marne                   | Grand Est                  | inscrit    | « PA51000006 », notice no PA51000006 | 49° 09′ 35″ nord, 4° 14′ 35″ est   |       |
| Église Saint-Martin de Préaux                                                     | Préaux                      | Mayenne                 | Pays de la Loire           | inscrit    | « PA53000016 », notice no PA53000016 | 47° 56′ 10″ nord, 0° 27′ 57″ ouest |       |
| Tour du Bacha                                                                     | Deneuvre                    | Meurthe-et-Moselle      | Grand Est                  | inscrit    | « PA54000017 », notice no PA54000017 | 48° 26′ 32″ nord, 6° 44′ 05″ est   |       |
| Château de la Samaritaine                                                         | Lay-Saint-Christophe        | Meurthe-et-Moselle      | Grand Est                  | inscrit    | « PA54000018 », notice no PA54000018 | 48° 45′ 09″ nord, 6° 12′ 11″ est   |       |
| Prieuré Saint-Nicolas de la Rochotte                                              | Pierre-la-Treiche           | Meurthe-et-Moselle      | Grand Est                  | inscrit    | « PA54000019 », notice no PA54000019 | 48° 38′ 34″ nord, 5° 55′ 04″ est   |       |
| Château de Villers-les-Prud'homme                                                 | Ville-au-Val                | Meurthe-et-Moselle      | Grand Est                  | inscrit    | « PA54000020 », notice no PA54000020 | 48° 50′ 11″ nord, 6° 08′ 24″ est   |       |
| Menhir de Woinville                                                               | Buxières-sous-les-Côtes     | Meuse                   | Grand Est                  | inscrit    | « PA55000021 », notice no PA55000021 | 48° 53′ 49″ nord, 5° 39′ 28″ est   |       |
| Grosse Borne                                                                      | Chauvoncourt                | Meuse                   | Grand Est                  | inscrit    | « PA55000022 », notice no PA55000022 | 48° 54′ 15″ nord, 5° 30′ 39″ est   |       |
| Menhir de Mécrin                                                                  | Mécrin                      | Meuse                   | Grand Est                  | inscrit    | « PA55000023 », notice no PA55000023 | 48° 48′ 44″ nord, 5° 32′ 16″ est   |       |
| Menhir de Champ l'Alouette                                                        | Montplonne                  | Meuse                   | Grand Est                  | inscrit    | « PA55000026 », notice no PA55000026 | 48° 42′ 45″ nord, 5° 10′ 43″ est   |       |
| Dolmen du Ruissard                                                                | Montplonne                  | Meuse                   | Grand Est                  | inscrit    | « PA55000024 », notice no PA55000024 | 48° 41′ 03″ nord, 5° 10′ 43″ est   |       |
| Menhir du Corrois                                                                 | Montplonne                  | Meuse                   | Grand Est                  | inscrit    | « PA55000025 », notice no PA55000025 | 48° 41′ 12″ nord, 5° 09′ 30″ est   |       |
| Menhir de la Queue                                                                | Nant-le-Grand               | Meuse                   | Grand Est                  | inscrit    | « PA55000027 », notice no PA55000027 | 48° 41′ 27″ nord, 5° 12′ 29″ est   |       |
| Menhir de la Chèvre                                                               | Nant-le-Grand               | Meuse                   | Grand Est                  | inscrit    | « PA55000028 », notice no PA55000028 | 48° 41′ 25″ nord, 5° 12′ 30″ est   |       |
| Station radar de Port-Coton                                                       | Bangor                      | Morbihan                | Bretagne                   | inscrit    | « PA56000026 », notice no PA56000026 | 47° 18′ 12″ nord, 3° 14′ 18″ ouest |       |
| Château de Largouët                                                               | Elven                       | Morbihan                | Bretagne                   | inscrit    | « PA00091177 », notice no PA00091177 | 47° 43′ 31″ nord, 2° 37′ 07″ ouest |       |
| Fort                                                                              | Hœdic                       | Morbihan                | Bretagne                   | inscrit    | « PA56000027 », notice no PA56000027 | 47° 20′ 18″ nord, 2° 52′ 24″ ouest |       |
| Fort                                                                              | Houat                       | Morbihan                | Bretagne                   | inscrit    | « PA56000029 », notice no PA56000029 | 47° 23′ 16″ nord, 2° 57′ 44″ ouest |       |
| Réduit de Béniguet                                                                | Houat                       | Morbihan                | Bretagne                   | inscrit    | « PA56000030 », notice no PA56000030 | 47° 24′ 05″ nord, 2° 59′ 30″ ouest |       |
| Batterie d'En Tal                                                                 | Houat                       | Morbihan                | Bretagne                   | inscrit    | « PA56000028 », notice no PA56000028 | 47° 23′ 35″ nord, 2° 56′ 30″ ouest |       |
| Usine de salaison gallo-romaine du Resto                                          | Lanester                    | Morbihan                | Bretagne                   | inscrit    | « PA56000031 », notice no PA56000031 | 47° 46′ 23″ nord, 3° 17′ 30″ ouest |       |
| Réduit de Kerdonis                                                                | Locmaria                    | Morbihan                | Bretagne                   | inscrit    | « PA56000037 », notice no PA56000037 | 47° 18′ 31″ nord, 3° 03′ 27″ ouest |       |
| Tour-modèle de Port-Andro                                                         | Locmaria                    | Morbihan                | Bretagne                   | inscrit    | « PA56000036 », notice no PA56000036 | 47° 18′ 23″ nord, 3° 03′ 52″ ouest |       |
| Fort du Bugull                                                                    | Locmaria                    | Morbihan                | Bretagne                   | inscrit    | « PA56000035 », notice no PA56000035 | 47° 19′ 25″ nord, 3° 06′ 51″ ouest |       |
| Réduit de La Biche                                                                | Locmaria                    | Morbihan                | Bretagne                   | inscrit    | « PA56000032 », notice no PA56000032 | 47° 18′ 56″ nord, 3° 05′ 22″ ouest |       |
| Réduit de la Pointe-d'Arzic                                                       | Locmaria                    | Morbihan                | Bretagne                   | inscrit    | « PA56000034 », notice no PA56000034 | 47° 17′ 15″ nord, 3° 04′ 32″ ouest |       |
| Réduit de Port-Maria                                                              | Locmaria                    | Morbihan                | Bretagne                   | inscrit    | « PA56000033 », notice no PA56000033 | 47° 17′ 39″ nord, 3° 04′ 38″ ouest |       |
| Fort de Taillefer                                                                 | Le Palais                   | Morbihan                | Bretagne                   | inscrit    | « PA56000042 », notice no PA56000042 | 47° 21′ 50″ nord, 3° 09′ 29″ ouest |       |
| Retranchement de Borbardoué                                                       | Le Palais                   | Morbihan                | Bretagne                   | inscrit    | « PA56000038 », notice no PA56000038 | 47° 19′ 42″ nord, 3° 08′ 10″ ouest |       |
| Fortin de Port-Fouquet                                                            | Le Palais                   | Morbihan                | Bretagne                   | inscrit    | « PA56000041 », notice no PA56000041 | 47° 21′ 37″ nord, 3° 10′ 24″ ouest |       |
| Corps de garde de Fort Larron                                                     | Le Palais                   | Morbihan                | Bretagne                   | inscrit    | « PA56000043 », notice no PA56000043 | 47° 19′ 53″ nord, 3° 08′ 35″ ouest |       |
| Fort du Gros Rocher                                                               | Le Palais                   | Morbihan                | Bretagne                   | inscrit    | « PA56000044 », notice no PA56000044 | 47° 19′ 41″ nord, 3° 07′ 32″ ouest |       |
| Enceinte                                                                          | Le Palais                   | Morbihan                | Bretagne                   | inscrit    | « PA56000039 », notice no PA56000039 | 47° 20′ 38″ nord, 3° 09′ 32″ ouest |       |
| Fort de Ramonet                                                                   | Le Palais                   | Morbihan                | Bretagne                   | inscrit    | « PA56000040 », notice no PA56000040 | 47° 20′ 33″ nord, 3° 08′ 46″ ouest |       |
| Château de Talhouët                                                               | Pluherlin                   | Morbihan                | Bretagne                   | inscrit    | « PA56000045 », notice no PA56000045 | 47° 43′ 11″ nord, 2° 22′ 28″ ouest |       |
| Corps de garde de la Pointe du Cardinal                                           | Sauzon                      | Morbihan                | Bretagne                   | inscrit    | « PA56000047 », notice no PA56000047 | 47° 22′ 41″ nord, 3° 13′ 07″ ouest |       |
| Fort Sarah Bernhardt                                                              | Sauzon                      | Morbihan                | Bretagne                   | inscrit    | « PA56000046 », notice no PA56000046 | 47° 23′ 09″ nord, 3° 14′ 58″ ouest |       |
| Manoir de Tromeur                                                                 | Sérent                      | Morbihan                | Bretagne                   | inscrit    | « PA56000048 », notice no PA56000048 | 47° 51′ 15″ nord, 2° 30′ 13″ ouest |       |
| Immeuble Petit-Fers                                                               | Vannes                      | Morbihan                | Bretagne                   | inscrit    | « PA56000049 », notice no PA56000049 | 47° 39′ 30″ nord, 2° 45′ 16″ ouest |       |
| Château de Geroldseck                                                             | Niederstinzel               | Moselle                 | Grand Est                  | inscrit    | « PA57000020 », notice no PA57000020 | 48° 51′ 58″ nord, 7° 02′ 38″ est   |       |
| Église Notre-Dame-de-Bethléem de Clamecy                                          | Clamecy                     | Nièvre                  | Bourgogne-Franche-Comté    | inscrit    | « PA58000015 », notice no PA58000015 | 47° 27′ 34″ nord, 3° 31′ 26″ est   |       |
| Église Sainte-Bernadette du Banlay                                                | Nevers                      | Nièvre                  | Bourgogne-Franche-Comté    | inscrit    | « PA58000016 », notice no PA58000016 | 47° 00′ 10″ nord, 3° 09′ 26″ est   |       |
| Hôtel de Maumigny                                                                 | Nevers                      | Nièvre                  | Bourgogne-Franche-Comté    | inscrit    | « PA58000017 », notice no PA58000017 | 46° 59′ 27″ nord, 3° 09′ 49″ est   |       |
| Ancien Magasin de commerce Mahieu                                                 | Armentières                 | Nord                    | Hauts-de-France            | inscrit    | « PA59000052 », notice no PA59000052 | 50° 40′ 54″ nord, 2° 52′ 41″ est   |       |
| Ancienne Brasserie-malterie Lefebvre-Scalabrino                                   | Le Cateau-Cambrésis         | Nord                    | Hauts-de-France            | classé     | « PA59000054 », notice no PA59000054 | 50° 06′ 12″ nord, 3° 32′ 41″ est   |       |
| Maison d'habitation, maison Delcourt                                              | Croix                       | Nord                    | Hauts-de-France            | inscrit    | « PA59000055 », notice no PA59000055 | 50° 40′ 43″ nord, 3° 09′ 27″ est   |       |
| Théâtre municipal                                                                 | Denain                      | Nord                    | Hauts-de-France            | inscrit    | « PA59000056 », notice no PA59000056 | 50° 19′ 37″ nord, 3° 23′ 48″ est   |       |
| Château d'Hugémont                                                                | Dompierre-sur-Helpe         | Nord                    | Hauts-de-France            | inscrit    | « PA59000057 », notice no PA59000057 | 50° 08′ 39″ nord, 3° 50′ 34″ est   |       |
| Ancienne usine de blanchiment Mahieu                                              | Erquinghem-Lys              | Nord                    | Hauts-de-France            | inscrit    | « PA59000059 », notice no PA59000059 | 50° 40′ 59″ nord, 2° 51′ 13″ est   |       |
| Maison d'habitation Villa Saint-Charles                                           | Lambersart                  | Nord                    | Hauts-de-France            | inscrit    | « PA59000061 », notice no PA59000061 | 50° 38′ 33″ nord, 3° 01′ 48″ est   |       |
| Maison d'habitation Art-Déco                                                      | Lambersart                  | Nord                    | Hauts-de-France            | inscrit    | « PA59000060 », notice no PA59000060 | 50° 39′ 06″ nord, 3° 02′ 06″ est   |       |
| Salle des fêtes de Lille-Fives                                                    | Lille                       | Nord                    | Hauts-de-France            | inscrit    | « PA59000062 », notice no PA59000062 | 50° 38′ 03″ nord, 3° 05′ 43″ est   |       |
| Tissage Louis Lepoutre (conciergerie, mur de clôture, élévation)                  | Tourcoing                   | Nord                    | Hauts-de-France            | inscrit    | « PA59000063 », notice no PA59000063 | 50° 44′ 10″ nord, 3° 10′ 35″ est   |       |
| Musée d'Art moderne                                                               | Villeneuve-d'Ascq           | Nord                    | Hauts-de-France            | inscrit    | « PA59000064 », notice no PA59000064 | 50° 38′ 15″ nord, 3° 09′ 01″ est   |       |
| Distillerie Claeyssens                                                            | Wambrechies                 | Nord                    | Hauts-de-France            | classé     | « PA59000040 », notice no PA59000040 | 50° 41′ 18″ nord, 3° 03′ 08″ est   |       |
| Ancienne filature de lin La Linière de Wambrechies                                | Wambrechies                 | Nord                    | Hauts-de-France            | inscrit    | « PA59000065 », notice no PA59000065 | 50° 41′ 27″ nord, 3° 03′ 12″ est   |       |
| Église Saint-Germain de Boury-en-Vexin                                            | Boury-en-Vexin              | Oise                    | Hauts-de-France            | inscrit    | « PA60000033 », notice no PA60000033 | 49° 14′ 27″ nord, 1° 44′ 14″ est   |       |
| Presbytère de Frocourt                                                            | Frocourt                    | Oise                    | Hauts-de-France            | inscrit    | « PA60000029 », notice no PA60000029 | 49° 23′ 00″ nord, 2° 05′ 13″ est   |       |
| Chapelle funéraire de la famille de Berny                                         | Guiscard                    | Oise                    | Hauts-de-France            | inscrit    | « PA60000030 », notice no PA60000030 | 49° 39′ 39″ nord, 2° 02′ 47″ est   |       |
| Fours de la Crapaudière                                                           | Lachapelle-aux-Pots         | Oise                    | Hauts-de-France            | inscrit    | « PA60000032 », notice no PA60000032 | 49° 26′ 54″ nord, 1° 53′ 39″ est   |       |
| Église Saint-Martin                                                               | Gémages                     | Orne                    | Normandie                  | inscrit    | « PA61000022 », notice no PA61000022 | 48° 17′ 38″ nord, 0° 36′ 58″ est   |       |
| Château de Lonné                                                                  | Igé                         | Orne                    | Normandie                  | inscrit    | « PA61000023 », notice no PA61000023 | 48° 18′ 01″ nord, 0° 31′ 28″ est   |       |
| Château de Lonrai                                                                 | Lonrai                      | Orne                    | Normandie                  | classé     | « PA61000020 », notice no PA61000020 | 48° 27′ 42″ nord, 0° 02′ 48″ est   |       |
| Logis de Ménil-Froger                                                             | Ménil-Froger                | Orne                    | Normandie                  | inscrit    | « PA61000024 », notice no PA61000024 | 48° 43′ 52″ nord, 0° 15′ 52″ est   |       |
| Maison des Métallos                                                               | 11e arrondissement de Paris | Paris                   | Île-de-France              | inscrit    | « PA75110002 », notice no PA75110002 | 48° 52′ 04″ nord, 2° 22′ 40″ est   |       |
| Immeuble                                                                          | 14e arrondissement de Paris | Paris                   | Île-de-France              | classé     | « PA75140006 », notice no PA75140006 | 48° 50′ 10″ nord, 2° 19′ 52″ est   |       |
| Immeubles                                                                         | 16e arrondissement de Paris | Paris                   | Île-de-France              | inscrit    | « PA00086679 », notice no PA00086679 | 48° 51′ 17″ nord, 2° 15′ 59″ est   |       |
| Immeuble                                                                          | 17e arrondissement de Paris | Paris                   | Île-de-France              | inscrit    | « PA75170004 », notice no PA75170004 | 48° 53′ 08″ nord, 2° 19′ 06″ est   |       |
| Semeuse de Paris                                                                  | 1er arrondissement de Paris | Paris                   | Île-de-France              | inscrit    | « PA75010012 », notice no PA75010012 | 48° 51′ 41″ nord, 2° 20′ 28″ est   |       |
| Immeuble                                                                          | 3e arrondissement de Paris  | Paris                   | Île-de-France              | inscrit    | « PA75030002 », notice no PA75030002 | 48° 51′ 59″ nord, 2° 21′ 28″ est   |       |
| Cinéma Le Champo - Espace Jacques-Tati                                            | 5e arrondissement de Paris  | Paris                   | Île-de-France              | inscrit    | « PA75050004 », notice no PA75050004 | 48° 51′ 00″ nord, 2° 20′ 35″ est   |       |
| Immeuble                                                                          | 5e arrondissement de Paris  | Paris                   | Île-de-France              | inscrit    | « PA00088443 », notice no PA00088443 | 48° 50′ 57″ nord, 2° 20′ 34″ est   |       |
| Immeuble                                                                          | 5e arrondissement de Paris  | Paris                   | Île-de-France              | inscrit    | « PA00088444 », notice no PA00088444 | 48° 50′ 56″ nord, 2° 20′ 34″ est   |       |
| Immeuble                                                                          | 5e arrondissement de Paris  | Paris                   | Île-de-France              | inscrit    | « PA00088442 », notice no PA00088442 | 48° 50′ 58″ nord, 2° 20′ 34″ est   |       |
| Hôpital Laënnec                                                                   | 7e arrondissement de Paris  | Paris                   | Île-de-France              | inscrit    | « PA00088690 », notice no PA00088690 | 48° 50′ 59″ nord, 2° 19′ 19″ est   |       |
| Grand Palais                                                                      | 8e arrondissement de Paris  | Paris                   | Île-de-France              | classé     | « PA00088877 », notice no PA00088877 | 48° 51′ 58″ nord, 2° 18′ 45″ est   |       |
| Théâtre                                                                           | Arras                       | Pas-de-Calais           | Hauts-de-France            | inscrit    | « PA00107986 », notice no PA00107986 | 50° 17′ 25″ nord, 2° 46′ 25″ est   |       |
| Église Saint-Éloi-et-Saint-Martin de La Buissière                                 | Bruay-la-Buissière          | Pas-de-Calais           | Hauts-de-France            | inscrit    | « PA62000034 », notice no PA62000034 | 50° 29′ 23″ nord, 2° 33′ 56″ est   |       |
| Bureau annexe de l'Automobile Club du Nord de la France                           | Calais                      | Pas-de-Calais           | Hauts-de-France            | inscrit    | « PA62000036 », notice no PA62000036 | 50° 57′ 01″ nord, 1° 51′ 15″ est   |       |
| Bourse du travail de Calais et son marché couvert                                 | Calais                      | Pas-de-Calais           | Hauts-de-France            | inscrit    | « PA62000035 », notice no PA62000035 | 50° 56′ 41″ nord, 1° 51′ 31″ est   |       |
| Hôtel-Dieu                                                                        | Montreuil                   | Pas-de-Calais           | Hauts-de-France            | inscrit    | « PA62000037 », notice no PA62000037 | 50° 27′ 51″ nord, 1° 45′ 48″ est   |       |
| Château d'Estruval                                                                | Vieil-Hesdin                | Pas-de-Calais           | Hauts-de-France            | inscrit    | « PA62000038 », notice no PA62000038 | 50° 22′ 31″ nord, 2° 06′ 55″ est   |       |
| Château des Grimardies                                                            | Augerolles                  | Puy-de-Dôme             | Auvergne-Rhône-Alpes       | inscrit    | « PA00091875 », notice no PA00091875 | 45° 43′ 41″ nord, 3° 36′ 05″ est   |       |
| Château de La Garde                                                               | Bort-l'Étang                | Puy-de-Dôme             | Auvergne-Rhône-Alpes       | inscrit    | « PA63000019 », notice no PA63000019 | 45° 47′ 20″ nord, 3° 27′ 10″ est   |       |
| Château d'Allagnat                                                                | Ceyssat                     | Puy-de-Dôme             | Auvergne-Rhône-Alpes       | inscrit    | « PA63000020 », notice no PA63000020 | 45° 45′ 00″ nord, 2° 55′ 03″ est   |       |
| Villa Lafond                                                                      | Chamalières                 | Puy-de-Dôme             | Auvergne-Rhône-Alpes       | inscrit    | « PA63000022 », notice no PA63000022 | 45° 46′ 35″ nord, 3° 04′ 18″ est   |       |
| Maison Gauthier                                                                   | Chamalières                 | Puy-de-Dôme             | Auvergne-Rhône-Alpes       | inscrit    | « PA63000021 », notice no PA63000021 | 45° 46′ 33″ nord, 3° 04′ 16″ est   |       |
| Maisons de vignerons                                                              | Châteldon                   | Puy-de-Dôme             | Auvergne-Rhône-Alpes       | inscrit    | « PA63000023 », notice no PA63000023 | 45° 58′ 36″ nord, 3° 31′ 19″ est   |       |
| Maison                                                                            | Clermont-Ferrand            | Puy-de-Dôme             | Auvergne-Rhône-Alpes       | inscrit    | « PA63000025 », notice no PA63000025 | 45° 46′ 36″ nord, 3° 04′ 28″ est   |       |
| Maison                                                                            | Clermont-Ferrand            | Puy-de-Dôme             | Auvergne-Rhône-Alpes       | inscrit    | « PA63000024 », notice no PA63000024 | 45° 46′ 36″ nord, 3° 04′ 29″ est   |       |
| Hôpital-sanatorium Sabourin                                                       | Clermont-Ferrand            | Puy-de-Dôme             | Auvergne-Rhône-Alpes       | inscrit    | « PA63000030 », notice no PA63000030 | 45° 48′ 06″ nord, 3° 06′ 12″ est   |       |
| Maison Bergougnan                                                                 | Clermont-Ferrand            | Puy-de-Dôme             | Auvergne-Rhône-Alpes       | inscrit    | « PA63000026 », notice no PA63000026 | 45° 46′ 35″ nord, 3° 04′ 27″ est   |       |
| Église Saint-Genès-le-Comte de Combronde                                          | Combronde                   | Puy-de-Dôme             | Auvergne-Rhône-Alpes       | inscrit    | « PA00092083 », notice no PA00092083 | 45° 58′ 43″ nord, 3° 05′ 21″ est   |       |
| Église Saint-Jean-Baptiste de Loubeyrat                                           | Loubeyrat                   | Puy-de-Dôme             | Auvergne-Rhône-Alpes       | inscrit    | « PA63000027 », notice no PA63000027 | 45° 56′ 11″ nord, 3° 00′ 41″ est   |       |
| Maison Domat                                                                      | Mirefleurs                  | Puy-de-Dôme             | Auvergne-Rhône-Alpes       | inscrit    | « PA63000028 », notice no PA63000028 | 45° 41′ 40″ nord, 3° 13′ 26″ est   |       |
| Abbaye de Montpeyroux                                                             | Puy-Guillaume               | Puy-de-Dôme             | Auvergne-Rhône-Alpes       | inscrit    | « PA00092254 », notice no PA00092254 | 45° 56′ 29″ nord, 3° 31′ 11″ est   |       |
| Caserne Vercingétorix                                                             | Riom                        | Puy-de-Dôme             | Auvergne-Rhône-Alpes       | inscrit    | « PA63000029 », notice no PA63000029 | 45° 53′ 25″ nord, 3° 07′ 04″ est   |       |
| Château de la Chaux-Montgros                                                      | Sallèdes                    | Puy-de-Dôme             | Auvergne-Rhône-Alpes       | classé     | « PA00092402 », notice no PA00092402 | 45° 39′ 46″ nord, 3° 19′ 10″ est   |       |
| Château d'Angaïs                                                                  | Angaïs                      | Pyrénées-Atlantiques    | Nouvelle-Aquitaine         | inscrit    | « PA64000036 », notice no PA64000036 | 43° 14′ 15″ nord, 0° 14′ 47″ ouest |       |
| Maison de Ferdinand Pinney Earle                                                  | Ascain                      | Pyrénées-Atlantiques    | Nouvelle-Aquitaine         | inscrit    | « PA64000037 », notice no PA64000037 | 43° 21′ 03″ nord, 1° 37′ 19″ ouest |       |
| Abbaye laïque La Tour                                                             | Morlanne                    | Pyrénées-Atlantiques    | Nouvelle-Aquitaine         | inscrit    | « PA00084457 », notice no PA00084457 | 43° 30′ 47″ nord, 0° 32′ 05″ ouest |       |
| Enceinte fortifiée de Navarrenx                                                   | Navarrenx                   | Pyrénées-Atlantiques    | Nouvelle-Aquitaine         | classé     | « PA00084462 », notice no PA00084462 | 43° 19′ 14″ nord, 0° 45′ 38″ ouest |       |
| Église Saint-Joseph de Pau                                                        | Pau                         | Pyrénées-Atlantiques    | Nouvelle-Aquitaine         | inscrit    | « PA64000038 », notice no PA64000038 | 43° 18′ 23″ nord, 0° 22′ 26″ ouest |       |
| Chapelle Notre-Dame de Corbiac                                                    | Mosset                      | Pyrénées-Orientales     | Occitanie                  | inscrit    | « PA66000008 », notice no PA66000008 | 42° 39′ 32″ nord, 2° 21′ 47″ est   |       |
| Camp de Rivesaltes                                                                | Salses-le-Château           | Pyrénées-Orientales     | Occitanie                  | inscrit    | « PA66000009 », notice no PA66000009 | 42° 50′ 23″ nord, 2° 52′ 13″ est   |       |
| Église Notre-Dame-des-Neiges                                                      | Cilaos                      | La Réunion              | La Réunion                 | inscrit    | « PA97400038 », notice no PA97400038 | 21° 07′ 52″ sud, 55° 28′ 21″ est   |       |
| Domaine de Montgaillard                                                           | Saint-Denis                 | La Réunion              | La Réunion                 | inscrit    | « PA97400039 », notice no PA97400039 | 20° 54′ 50″ sud, 55° 27′ 50″ est   |       |
| Maison de la Banque de La Réunion                                                 | Saint-Denis                 | La Réunion              | La Réunion                 | inscrit    | « PA97400041 », notice no PA97400041 | 20° 52′ 58″ sud, 55° 27′ 01″ est   |       |
| Ancien hôpital Félix-Guyon                                                        | Saint-Denis                 | La Réunion              | La Réunion                 | inscrit    | « PA00105836 », notice no PA00105836 | 20° 53′ 16″ sud, 55° 26′ 44″ est   |       |
| Statue de François Mahé de La Bourdonnais                                         | Saint-Denis                 | La Réunion              | La Réunion                 | inscrit    | « PA97400042 », notice no PA97400042 | 20° 52′ 31″ sud, 55° 26′ 48″ est   |       |
| Villa Fourcade                                                                    | Saint-Denis                 | La Réunion              | La Réunion                 | inscrit    | « PA97400040 », notice no PA97400040 | 20° 53′ 29″ sud, 55° 25′ 05″ est   |       |
| Église Notre-Dame-du-Rosaire                                                      | Saint-Louis                 | La Réunion              | La Réunion                 | inscrit    | « PA97400043 », notice no PA97400043 | 21° 15′ 46″ sud, 55° 26′ 17″ est   |       |
| Maison Levesque                                                                   | Saint-Pierre                | La Réunion              | La Réunion                 | inscrit    | « PA97400044 », notice no PA97400044 | 21° 20′ 19″ sud, 55° 28′ 43″ est   |       |
| Château de Montmelas                                                              | Montmelas-Saint-Sorlin      | Rhône                   | Auvergne-Rhône-Alpes       | inscrit    | « PA69000007 », notice no PA69000007 | 46° 00′ 40″ nord, 4° 37′ 18″ est   |       |
| Château de Pollionnay                                                             | Pollionnay                  | Rhône                   | Auvergne-Rhône-Alpes       | inscrit    | « PA69000008 », notice no PA69000008 | 45° 46′ 03″ nord, 4° 39′ 42″ est   |       |
| Ancienne église de Saint-Cyr-au-Mont-d'Or                                         | Saint-Cyr-au-Mont-d'Or      | Rhône                   | Auvergne-Rhône-Alpes       | inscrit    | « PA69000009 », notice no PA69000009 | 45° 48′ 53″ nord, 4° 49′ 04″ est   |       |
| Hôtel Denon                                                                       | Chalon-sur-Saône            | Saône-et-Loire          | Bourgogne-Franche-Comté    | inscrit    | « PA71000031 », notice no PA71000031 | 46° 46′ 56″ nord, 4° 51′ 17″ est   |       |
| Lavoir des Chavannes                                                              | Montceau-les-Mines          | Saône-et-Loire          | Bourgogne-Franche-Comté    | inscrit    | « PA71000013 », notice no PA71000013 | 46° 39′ 37″ nord, 4° 20′ 37″ est   |       |
| Château de Rambuteau                                                              | Ozolles                     | Saône-et-Loire          | Bourgogne-Franche-Comté    | inscrit    | « PA71000014 », notice no PA71000014 | 46° 21′ 00″ nord, 4° 22′ 04″ est   |       |
| Château de Vaux-sous-Targe                                                        | Péronne                     | Saône-et-Loire          | Bourgogne-Franche-Comté    | inscrit    | « PA71000015 », notice no PA71000015 | 46° 26′ 20″ nord, 4° 49′ 01″ est   |       |
| Église Saint-Jouin de Peray                                                       | Peray                       | Sarthe                  | Pays de la Loire           | inscrit    | « PA72000016 », notice no PA72000016 | 48° 14′ 53″ nord, 0° 21′ 50″ est   |       |
| Château de Ferrières                                                              | Ferrières-en-Brie           | Seine-et-Marne          | Île-de-France              | classé     | « PA00086959 », notice no PA00086959 | 48° 49′ 11″ nord, 2° 42′ 44″ est   |       |
| Croix de cimetière de Saint-Fargeau-Ponthierry                                    | Saint-Fargeau-Ponthierry    | Seine-et-Marne          | Île-de-France              | inscrit    | « PA77000017 », notice no PA77000017 | 48° 33′ 13″ nord, 2° 31′ 39″ est   |       |
| Prieuré de Graville                                                               | Le Havre                    | Seine-Maritime          | Normandie                  | inscrit    | « PA00100694 », notice no PA00100694 | 49° 30′ 12″ nord, 0° 09′ 52″ est   |       |
| Presbytère de Neuf-Marché                                                         | Neuf-Marché                 | Seine-Maritime          | Normandie                  | inscrit    | « PA76000042 », notice no PA76000042 | 49° 25′ 26″ nord, 1° 43′ 05″ est   |       |
| Immeuble le Métropole                                                             | Rouen                       | Seine-Maritime          | Normandie                  | inscrit    | « PA76000043 », notice no PA76000043 | 49° 26′ 52″ nord, 1° 05′ 38″ est   |       |
| Église Saint-Saire de Saint-Saire                                                 | Saint-Saire                 | Seine-Maritime          | Normandie                  | inscrit    | « PA76000044 », notice no PA76000044 | 49° 41′ 38″ nord, 1° 29′ 38″ est   |       |
| Domaine de Villeflix                                                              | Noisy-le-Grand              | Seine-Saint-Denis       | Île-de-France              | inscrit    | « PA93000013 », notice no PA93000013 | 48° 51′ 08″ nord, 2° 33′ 25″ est   |       |
| Cité expérimentale de Merlan                                                      | Noisy-le-Sec                | Seine-Saint-Denis       | Île-de-France              | inscrit    | « PA93000014 », notice no PA93000014 | 48° 53′ 30″ nord, 2° 28′ 10″ est   |       |
| Petit casino d'Onival                                                             | Ault                        | Somme                   | Hauts-de-France            | inscrit    | « PA80000020 », notice no PA80000020 | 50° 06′ 28″ nord, 1° 27′ 15″ est   |       |
| Église Saint-Antoine de Montonvillers                                             | Montonvillers               | Somme                   | Hauts-de-France            | inscrit    | « PA80000022 », notice no PA80000022 | 49° 59′ 33″ nord, 2° 17′ 41″ est   |       |
| Théâtre municipal de Castres                                                      | Castres                     | Tarn                    | Occitanie                  | inscrit    | « PA81000010 », notice no PA81000010 | 43° 36′ 12″ nord, 2° 14′ 28″ est   |       |
| Château d'Arnouville                                                              | Arnouville                  | Val-d'Oise              | Île-de-France              | inscrit    | « PA95000006 », notice no PA95000006 | 49° 01′ 51″ nord, 2° 01′ 45″ est   |       |
| Ferme de la rue aux Blés                                                          | Louvres                     | Val-d'Oise              | Île-de-France              | inscrit    | « PA95000007 », notice no PA95000007 | 49° 02′ 27″ nord, 2° 30′ 19″ est   |       |
| Usine pharmaceutique Raspail                                                      | Arcueil                     | Val-de-Marne            | Île-de-France              | inscrit    | « PA94000012 », notice no PA94000012 | 48° 48′ 33″ nord, 2° 19′ 48″ est   |       |
| Église du Sacré-Cœur                                                              | Gentilly                    | Val-de-Marne            | Île-de-France              | inscrit    | « PA94000013 », notice no PA94000013 | 48° 48′ 58″ nord, 2° 20′ 11″ est   |       |
| Hôtel de ville                                                                    | Vincennes                   | Val-de-Marne            | Île-de-France              | classé     | « PA94000011 », notice no PA94000011 | 48° 50′ 52″ nord, 2° 26′ 23″ est   |       |
| Maison du Patrimoine                                                              | Ollioules                   | Var                     | Provence-Alpes-Côte d'Azur | classé     | « PA83000008 », notice no PA83000008 | 43° 08′ 25″ nord, 5° 50′ 51″ est   |       |
| Chapelle Notre-Dame-de-Pitié du Val                                               | Le Val                      | Var                     | Provence-Alpes-Côte d'Azur | classé     | « PA83000009 », notice no PA83000009 | 43° 25′ 50″ nord, 6° 04′ 18″ est   |       |
| Chapelle des Templiers                                                            | Avignon                     | Vaucluse                | Provence-Alpes-Côte d'Azur | classé     | « PA00081860 », notice no PA00081860 | 43° 56′ 56″ nord, 4° 48′ 16″ est   |       |
| Chapelle du Saint-Sépulcre de Beaumont-du-Ventoux                                 | Beaumont-du-Ventoux         | Vaucluse                | Provence-Alpes-Côte d'Azur | classé     | « PA00081963 », notice no PA00081963 | 44° 11′ 25″ nord, 5° 10′ 43″ est   |       |
| Église Saint-Barthélémy de Vaugines                                               | Vaugines                    | Vaucluse                | Provence-Alpes-Côte d'Azur | classé     | « PA84000019 », notice no PA84000019 | 43° 46′ 48″ nord, 5° 25′ 04″ est   |       |
| Église Saint-Guy de Damvix                                                        | Damvix                      | Vendée                  | Pays de la Loire           | inscrit    | « PA85000017 », notice no PA85000017 | 46° 18′ 53″ nord, 0° 44′ 00″ ouest |       |
| Maisons acadiennes                                                                | Archigny                    | Vienne                  | Nouvelle-Aquitaine         | inscrit    | « PA86000011 », notice no PA86000011 | 46° 39′ 50″ nord, 0° 43′ 50″ est   |       |
| Tumuli du bois Saint-Charles                                                      | Beaufremont                 | Vosges                  | Grand Est                  | inscrit    | « PA88000007 », notice no PA88000007 | 48° 14′ 31″ nord, 5° 44′ 36″ est   |       |
| Maison                                                                            | Neufchâteau                 | Vosges                  | Grand Est                  | inscrit    | « PA88000022 », notice no PA88000022 | 48° 21′ 21″ nord, 5° 41′ 46″ est   |       |
| Monument aux enfants de l'arrondissement morts pour la patrie en 1870             | Neufchâteau                 | Vosges                  | Grand Est                  | inscrit    | « PA88000015 », notice no PA88000015 | 48° 21′ 11″ nord, 5° 41′ 34″ est   |       |
| Maison                                                                            | Neufchâteau                 | Vosges                  | Grand Est                  | inscrit    | « PA88000013 », notice no PA88000013 | 48° 21′ 16″ nord, 5° 41′ 47″ est   |       |
| Maison                                                                            | Neufchâteau                 | Vosges                  | Grand Est                  | inscrit    | « PA88000010 », notice no PA88000010 | 48° 21′ 28″ nord, 5° 41′ 31″ est   |       |
| Maison                                                                            | Neufchâteau                 | Vosges                  | Grand Est                  | inscrit    | « PA88000009 », notice no PA88000009 | 48° 21′ 15″ nord, 5° 41′ 41″ est   |       |
| Sous-préfecture                                                                   | Neufchâteau                 | Vosges                  | Grand Est                  | inscrit    | « PA88000021 », notice no PA88000021 | 48° 21′ 18″ nord, 5° 41′ 41″ est   |       |
| Ensemble immobilier                                                               | Neufchâteau                 | Vosges                  | Grand Est                  | inscrit    | « PA88000016 », notice no PA88000016 | 48° 21′ 16″ nord, 5° 41′ 41″ est   |       |
| Maison                                                                            | Neufchâteau                 | Vosges                  | Grand Est                  | inscrit    | « PA88000012 », notice no PA88000012 | 48° 21′ 17″ nord, 5° 41′ 48″ est   |       |
| Maison                                                                            | Neufchâteau                 | Vosges                  | Grand Est                  | inscrit    | « PA88000011 », notice no PA88000011 | 48° 21′ 17″ nord, 5° 41′ 47″ est   |       |
| Maison                                                                            | Neufchâteau                 | Vosges                  | Grand Est                  | inscrit    | « PA88000020 », notice no PA88000020 | 48° 21′ 18″ nord, 5° 41′ 30″ est   |       |
| Maison                                                                            | Neufchâteau                 | Vosges                  | Grand Est                  | inscrit    | « PA88000018 », notice no PA88000018 | 48° 21′ 18″ nord, 5° 41′ 49″ est   |       |
| Maison                                                                            | Neufchâteau                 | Vosges                  | Grand Est                  | inscrit    | « PA88000008 », notice no PA88000008 | 48° 21′ 20″ nord, 5° 41′ 52″ est   |       |
| Maison                                                                            | Neufchâteau                 | Vosges                  | Grand Est                  | inscrit    | « PA88000019 », notice no PA88000019 | 48° 21′ 49″ nord, 5° 41′ 25″ est   |       |
| Maison                                                                            | Neufchâteau                 | Vosges                  | Grand Est                  | inscrit    | « PA88000014 », notice no PA88000014 | 48° 21′ 21″ nord, 5° 41′ 45″ est   |       |
| Maison                                                                            | Neufchâteau                 | Vosges                  | Grand Est                  | inscrit    | « PA88000017 », notice no PA88000017 | 48° 21′ 17″ nord, 5° 41′ 51″ est   |       |
| Maison de retraite                                                                | Plombières-les-Bains        | Vosges                  | Grand Est                  | inscrit    | « PA88000023 », notice no PA88000023 | 47° 57′ 59″ nord, 6° 27′ 47″ est   |       |
| Dolmen du Bois-du-Comtôt                                                          | Seraumont                   | Vosges                  | Grand Est                  | inscrit    | « PA88000024 », notice no PA88000024 | 48° 25′ 26″ nord, 5° 37′ 34″ est   |       |
| Château de Lalande                                                                | Lalande                     | Yonne                   | Bourgogne-Franche-Comté    | inscrit    | « PA89000021 », notice no PA89000021 | 47° 40′ 43″ nord, 3° 19′ 22″ est   |       |
| Wood-Cottage                                                                      | Le Vésinet                  | Yvelines                | Île-de-France              | classé     | « PA00125462 », notice no PA00125462 | 48° 54′ 07″ nord, 2° 08′ 16″ est   |       |